# 京とれいん
- 阪急6300系電車 > 京とれいん
- 阪急7000系電車 > 京とれいん

京とれいん（きょうとれいん、Kyo-train）とは、阪急電鉄が2011年から2022年まで京都本線等で運行していた観光特急である。
本項では、大阪梅田駅 - 京都河原町駅間で運行されている「京とれいん 雅洛」についても記載する。

## 概要
主に京都本線にて運行される特別料金不要で普通運賃（ICOCA、Suica、PASMO等の交通系ICカード全国相互利用サービスを利用できる交通系ICカードを含む）のみで乗車できる観光列車であり、これらは阪急電鉄の登録商標である。臨時列車では嵐山線や神戸本線でも運行されることがある。定期運行は土休日のみであり、平日は貸切列車、臨時列車としてのみ運転される。なお、他社の観光列車にみられるような車内販売の実施やアテンダントの乗務などについては行なわれていない。

### 名前の由来
名称は「お客様を京都までお運びする列車」であることから「京都」と列車の英語名である「TRAIN」を掛け合わせた「京とれいん」に、雅（みやび）な都へ向かう列車という意味から「雅洛（がらく）」（「洛」は都＝京都を意味する）という造語が付け加えられたものである。

## 運行概況

### 定期列車
土休日ダイヤにおいて、「京とれいん 雅洛」は「快速特急」として大阪梅田駅 - 京都河原町駅間で運行され、途中の停車駅は十三駅・淡路駅・桂駅・烏丸駅である。停車駅数は特急よりも少ないが、特急の続行で運転されていることから、所要時間は特急と同等かやや長くなっている。
快速特急は1日4往復のみの運転であり、日中2時間間隔での運転となっている。
2022年12月11日をもって運行を終了した「京とれいん」は「快速特急A」として運転され、1日3往復、日中に快速特急と交互に2時間間隔で運転されていた。なお、十三駅は扉位置の関係で通過（停車時間を取るため運転停車扱い）となっていた。

### 臨時列車
2011年3月 - 5月には、梅田駅（現在の大阪梅田駅） - 嵐山線嵐山駅間の「京とれいん」による快速特急が運転された（嵐山線内は各駅に停車）。この臨時列車の後に定期列車の運転を開始した。
2012年 - 2015年は毎年「京の七夕」開催に合わせ、梅田駅 - 河原町駅（現在の京都河原町駅）間において「京とれいん」による臨時列車が運転された。2014年までは快速、2015年は快速急行で運転され、「京とれいん」には「快速」幕が装備されていないため「臨時」幕を出し、独自のヘッドマークを掲げていた。
2013年 - 2015年は毎年「嵐山花灯路」、「五山送り火」開催に合わせ、梅田駅 - 嵐山駅間において「京とれいん」による臨時列車が運転された。2014年までは快速、2015年は快速急行で運転され、京の七夕同様に「臨時」幕を出し、花灯路の臨時列車においては独自のヘッドマークを掲げていた。
2019年の3月 - 5月、11月の行楽シーズンの平日ダイヤにおいて、神戸本線西宮北口駅 - 嵐山駅間で「京とれいん 雅洛」の直通特急が運転された。
2020年10月には宝塚本線川西能勢口駅 - 嵐山駅間で「京とれいん 雅洛」による団体貸切列車が運転された。

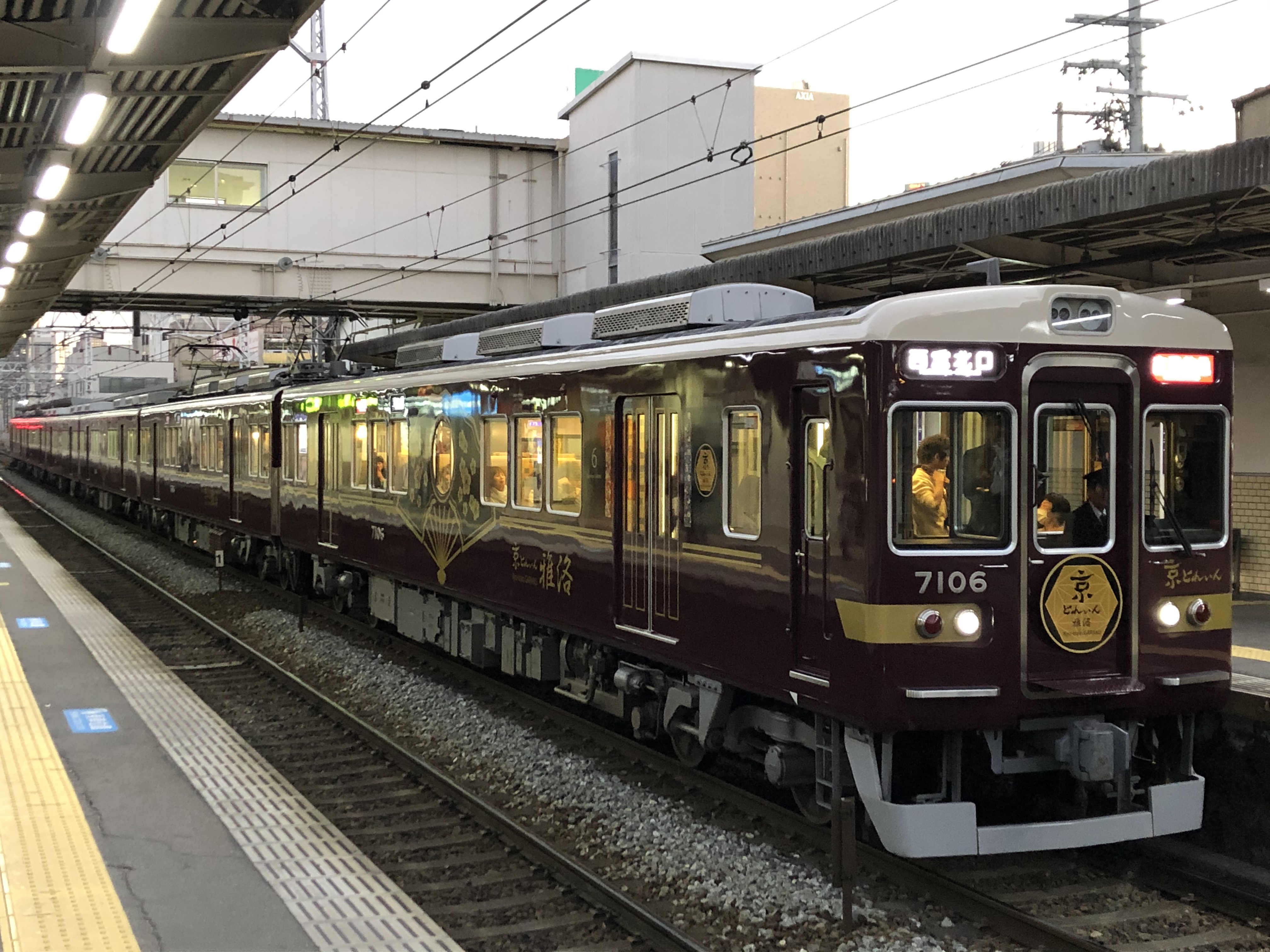
行楽シーズンに直通特急で神戸本線に乗り入れる「京とれいん 雅洛」 （2019年12月5日 十三駅）
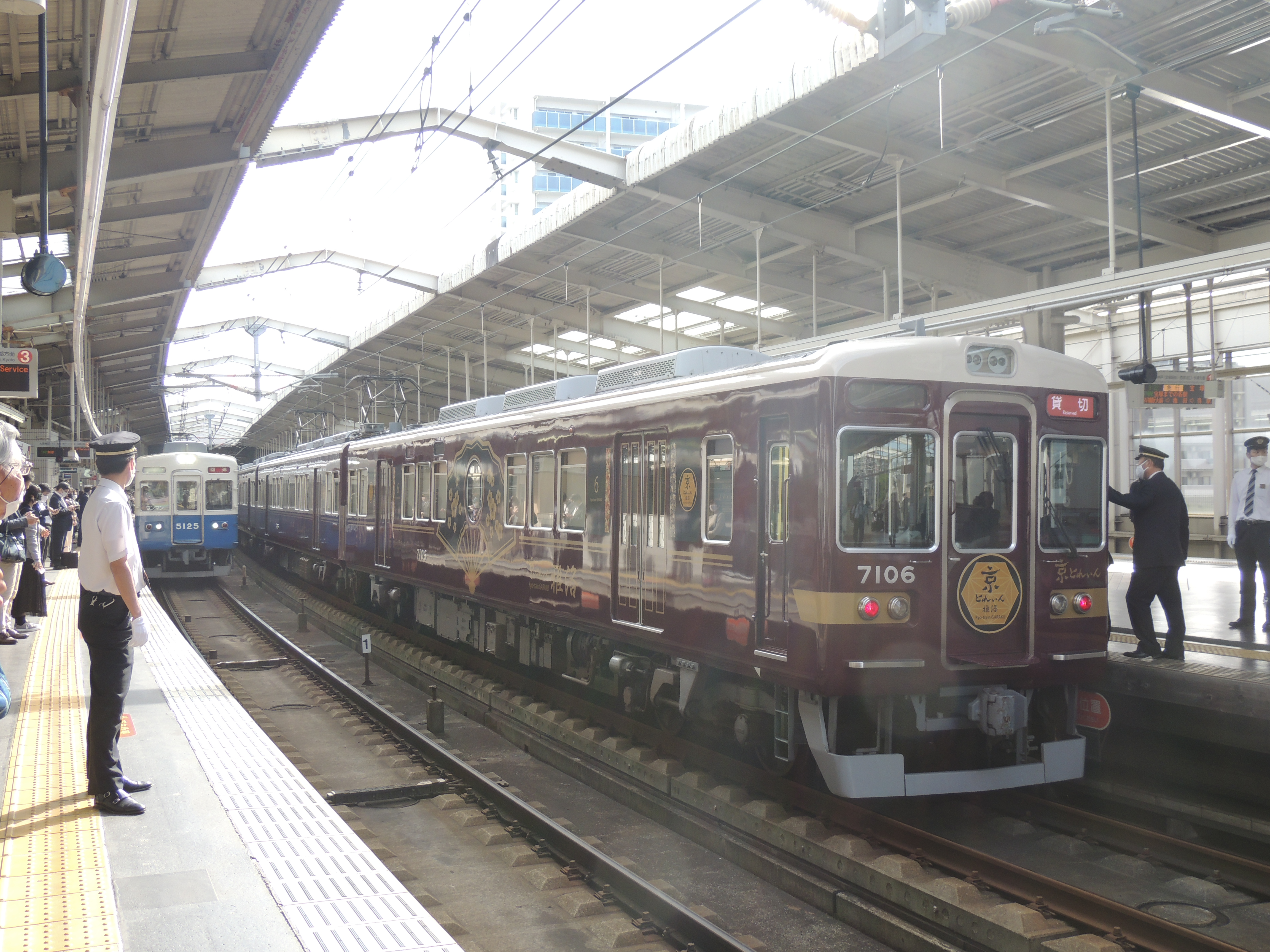
宝塚線へ入線した貸切列車の「京とれいん 雅洛」 （2020年10月16日 川西能勢口駅）

## 車両
6両編成で、正雀車庫所属の専用車両が使用されている。これは京都河原町駅では7両分しかない2号線で折返す事と、嵐山線のホーム有効長が6両である為。なお、車両の検査等で使用できない場合は8300系などの6両編成の一般車両が代走する。

### 現行車両

#### 京とれいん 雅洛

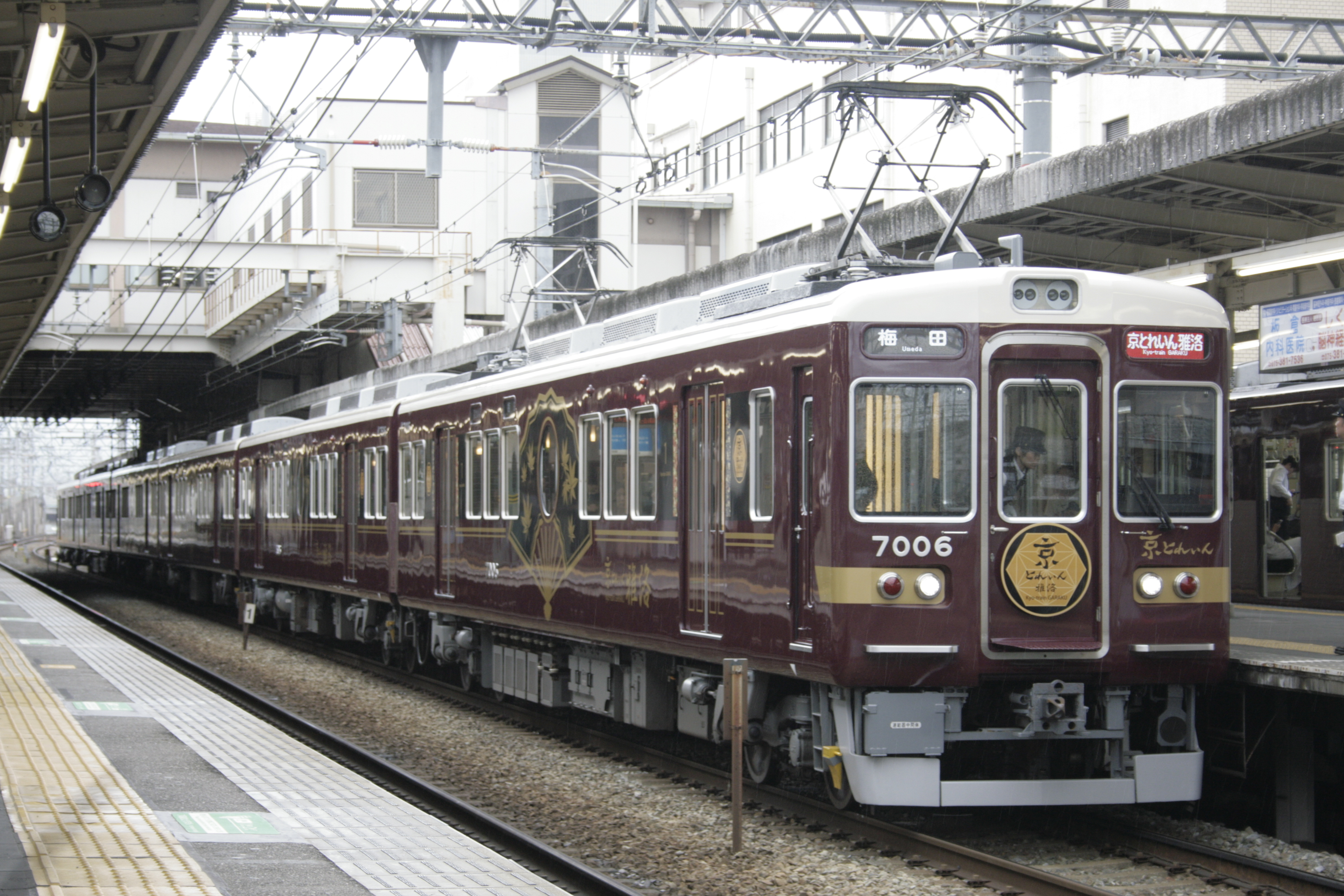
「京とれいん 雅洛」

種車は7000系7006F。主に神戸線で通勤用として使用されていた車両が改造された。コンセプトは「ご乗車されたときから京都気分」。7000系には鋼製車体とアルミニウム合金車体の車両が存在するが、7006Fは鋼製車体である。これは鋼製車体は大規模な改造が比較的容易に行えるメリットがあることで選ばれた。
「京とれいん」と同じく「和・モダン 京町家」のイメージを継承しつつ、1両ごとに季節とテーマが定められ、それぞれ異なる外観や車内デザインで何度乗っても楽しめる車両となっている。
2019年3月20日に報道陣への公開を行い、2019年3月23日より営業運転を開始した。同編成は神戸線時代の2000年にも一度更新工事を受けているため、今回が2度目のリニューアル改造となる。
改造後も各車両の側面の両端のドアの位置は変更されていないため、十三駅のホームドアに対応している。そのため、通常ダイヤでは快速特急Aと異なり同駅に停車する快速特急で運用されている。
2300系とは異なり、車体幅調整用のドアステップの追加は行われておらず、神宝線への乗り入れ可能な状態は維持されている。前述の通り、行楽シーズンの臨時列車や貸切列車での入線実績がある。
編成
|          | ← 大阪梅田京都河原町・嵐山 → |      |      |      |      |      |
| 形式     | Mc                           | M'   | T    | T    | M    | M'c  |
| 号車     | 1                            | 2    | 3    | 4    | 5    | 6    |
| 車両番号 | 7006                         | 7506 | 7566 | 7576 | 7606 | 7106 |
| 定員     | 108                          | 125  | 113  | 113  | 125  | 108  |
| 座席定員 | 40                           | 45   | 33   | 33   | 45   | 40   |
| 季節     | 秋                           | 冬   | 春   | 夏   | 初秋 | 早春 |
| 植物     | 楓                           | 竹   | 桜   | 葵   | 芒   | 梅   |

前述の通り、1両ごとに季節とテーマが設定され、それに準じた外観や内装となっている。
- 1号車：紅葉文様を代表する図柄『流水に楓』を用いた、秋の京都を感じる車両
- 2号車：枯山水の庭と雪見障子が相まって、凛とした京都の冬を感じる車両
- 3号車：桜散らしの柄を使用して、はんなりとした京都の春を感じる車両
- 4号車：外観の扇に葵、車内円窓部には貴族に愛された杜若をあしらった夏の京都を感じる車両
- 5号車：外観の芒と京町家の坪庭が相まって、去りゆく夏から初秋へ移りゆく季節感が味わえる車両
- 6号車：外観の扇に梅、車内丸窓部には鶴と松をあしらい、新春を迎えた京都を感じさせる煌びやかな車両

車体
車体は、6両とも側面の中央扉が撤去され3ドアから2ドアに変更された。中央扉のあった箇所には、円窓が設けられた。旧戸袋部分への側窓の設置は行われず、その部分の空間を補う形でラッピングが行われた。残った乗降扉は窓が格子戸タイプに改造され、京町屋をイメージしている。
行先・種別表示器はフルカラーLEDに変更された。快速特急・直通特急で運用する際、種別幕は「快速特急（または「直通特急」）」と「京とれいん雅洛」を3秒間隔で交互に表示する。既存のリニューアル車同様、ドアエンジンの交換、側扉開閉予告灯の設置、前照灯のLED化も行われたが、制御装置のVVVFインバータへの換装や空気圧縮機の低騒音化改造は行われていない。神戸線時代とは異なり、他の編成と併結することがなくなったため7006に装備されていた電気連結器および自動解結装置は撤去された（元々併結しない側だった7106の連結器は従来通り自動連結器のままである。）。
全体に金色と黒色を基調としたラッピングが行われ、マルーンを損なわずに高級感が引き出された。側窓下部のほぼ全長に渡って金の細帯が、戸袋部分は黒を基調とした装飾がなされた。中央扉を閉鎖した箇所は、1・3・4・6号車は大型の扇（2・5号車は、窓周囲の装飾のみ）があしらわれた。1両ごとに定められた季節に合った植物があしらわれ、1号車は「楓」、2号車は「竹」、3号車は「桜」、4号車は「葵」、5号車は「芒」、6号車は「梅」である。「京とれいん 雅洛」のエンブレムも、各車両の右出入り口の左とヘッドマークに配置された。なお、「京とれいん」に準じたラッピングも検討されたが、側面レイアウトの違いで車体とのマッチングが悪いことから、採用されなかった。
車番表記は、従来からの腰板部分に加え、側窓上部にもステッカー式のものが追加され（併せて、社紋も窓上に移動）、ホームドアや高架橋越しにも車番が視認できるようになった。窓上の車番については、2019年11月以降に全般検査を出場した他編成・他形式にも適用が開始されている。

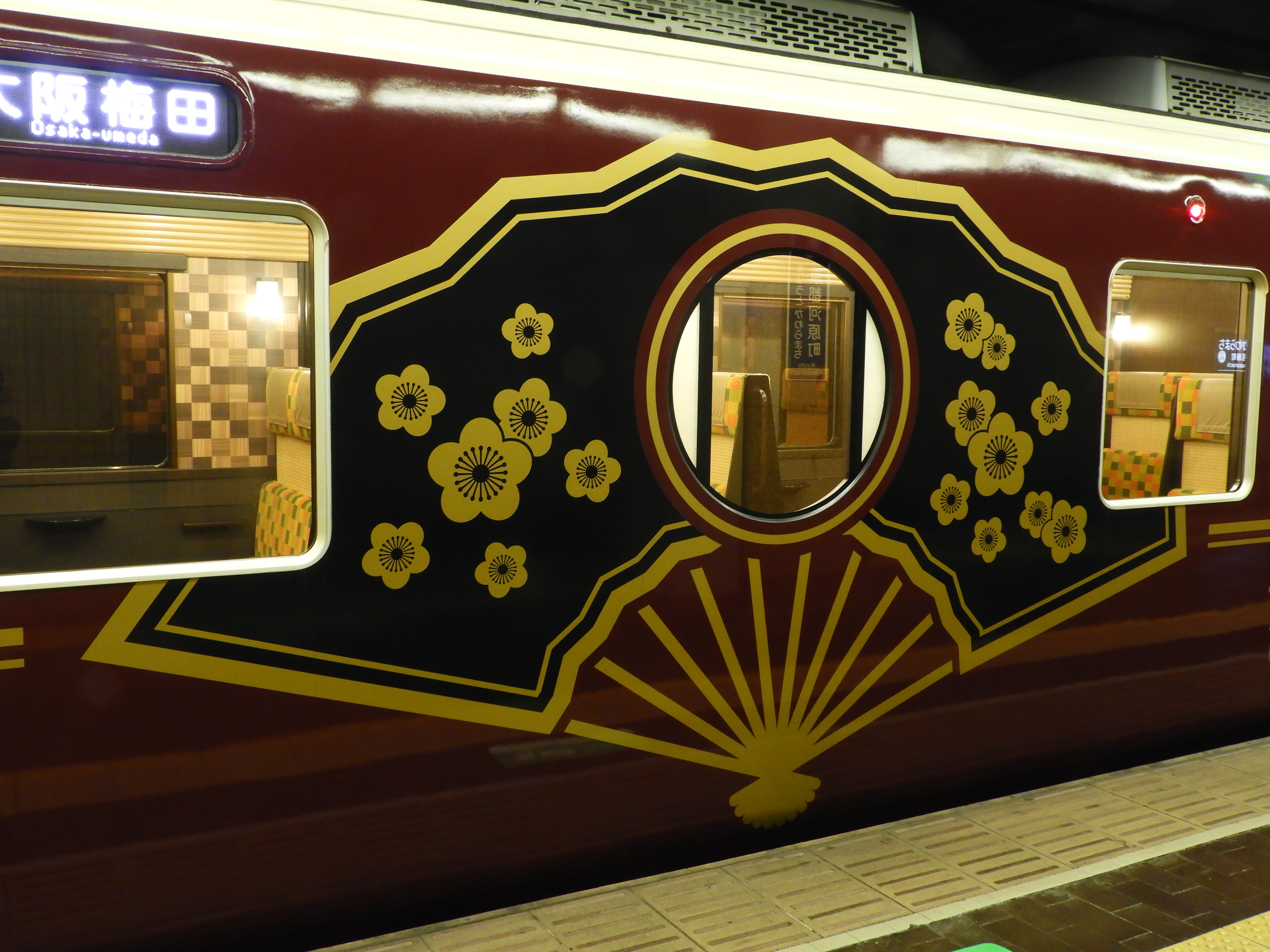
撤去された中央の扉と扇のラッピング

車内
内装は6両とも大きく手が加えられ、色調は、奇数号車が明るめ、偶数号車が暗めのトーンでまとめられている。
乗降口と中央部、車端部はデッキで仕切られ、中央部入口には丹後ちりめんの暖簾や、京町家に多くある犬矢来、パンフレットラックが設置された。
連結妻面には、海側の妻窓を撤去した上で観光案内用の液晶ディスプレイ(LCD)が設置された。撤去されなかった側の妻窓にはガラスにフィルムを貼り付け、障子戸をイメージした。神戸線時代にあった扉付近のLED車内案内情報装置は撤去され、扉上に車内案内用LCDが千鳥配置で新設された。このLCDの背景には季節に応じた植物が表示される。
2 - 5号車の車両中央の窓にはすだれカーテンが、窓の上部には雪見障子風日よけが設置された。
「京とれいん」と同様に公衆無線LANも導入され、日本語・英語・中国語・韓国語に対応した4か国語自動放送も導入された。自動放送は神戸線との直通運転時の案内にも対応している。運転中は前方映像配信サービスが行われ、乗車中に専用Wi-Fiに接続することによって見ることができる。

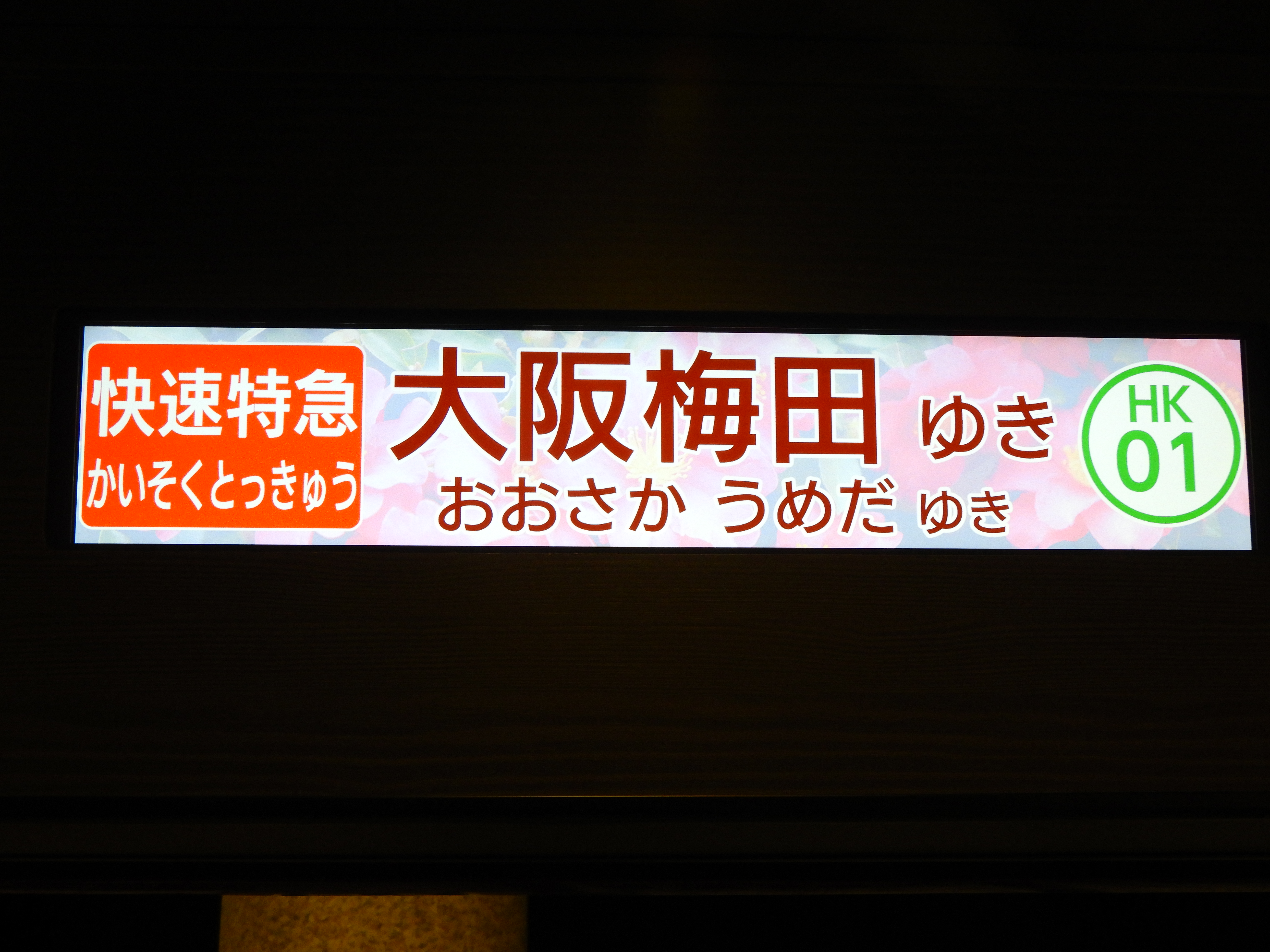
扉上に設置されているLCD
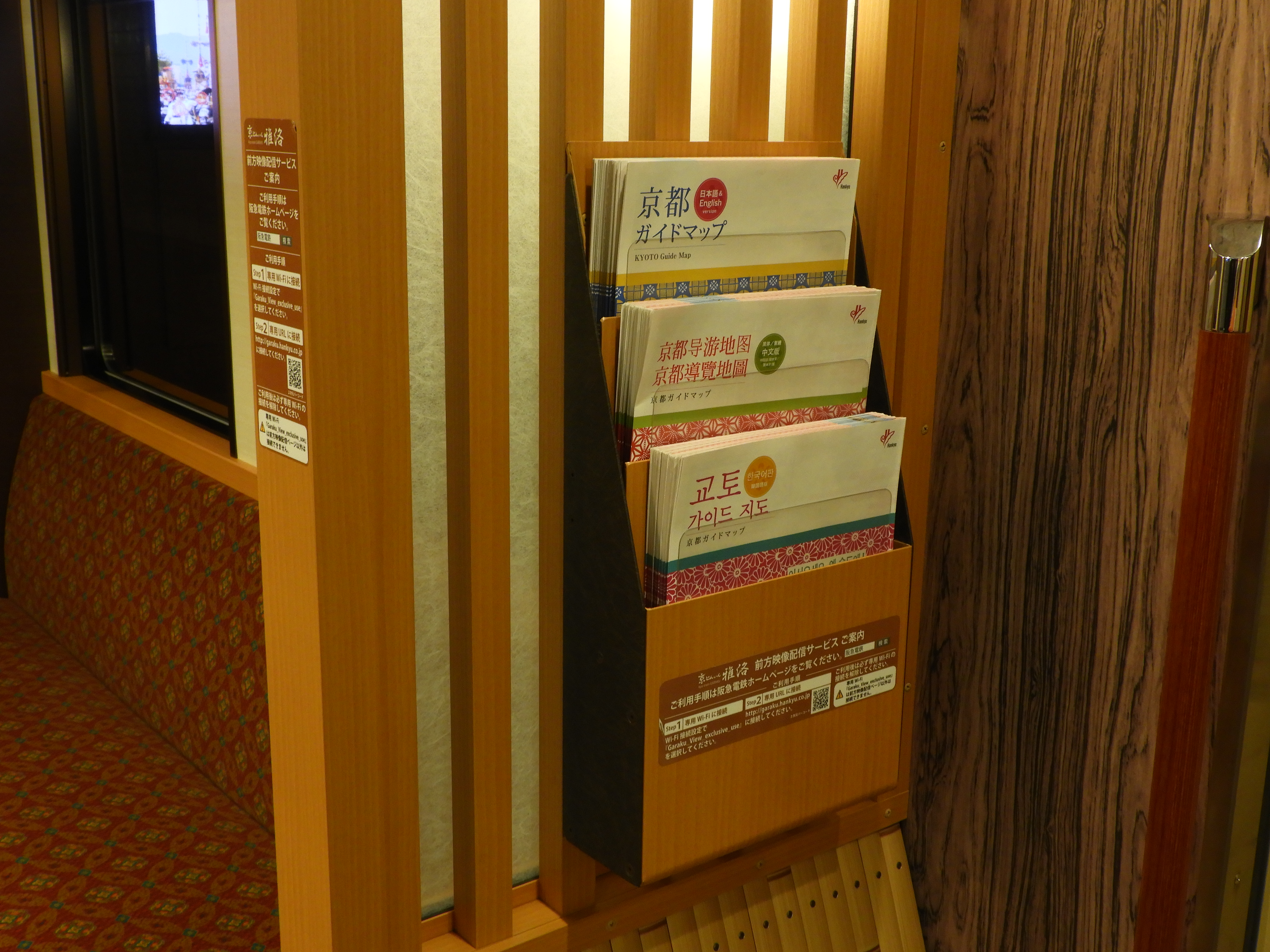
パンフレットラック

1号車

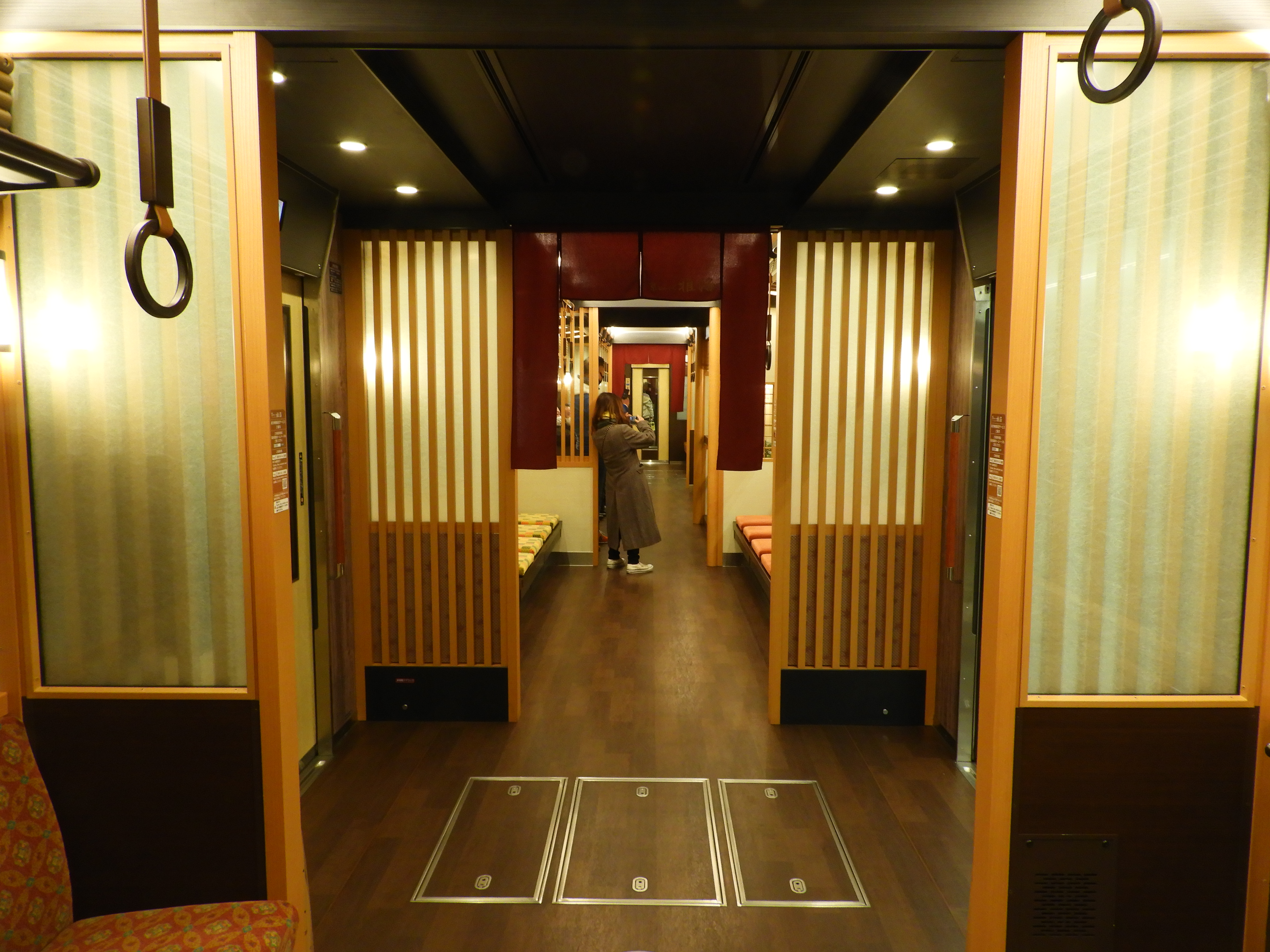
5号車 デッキ
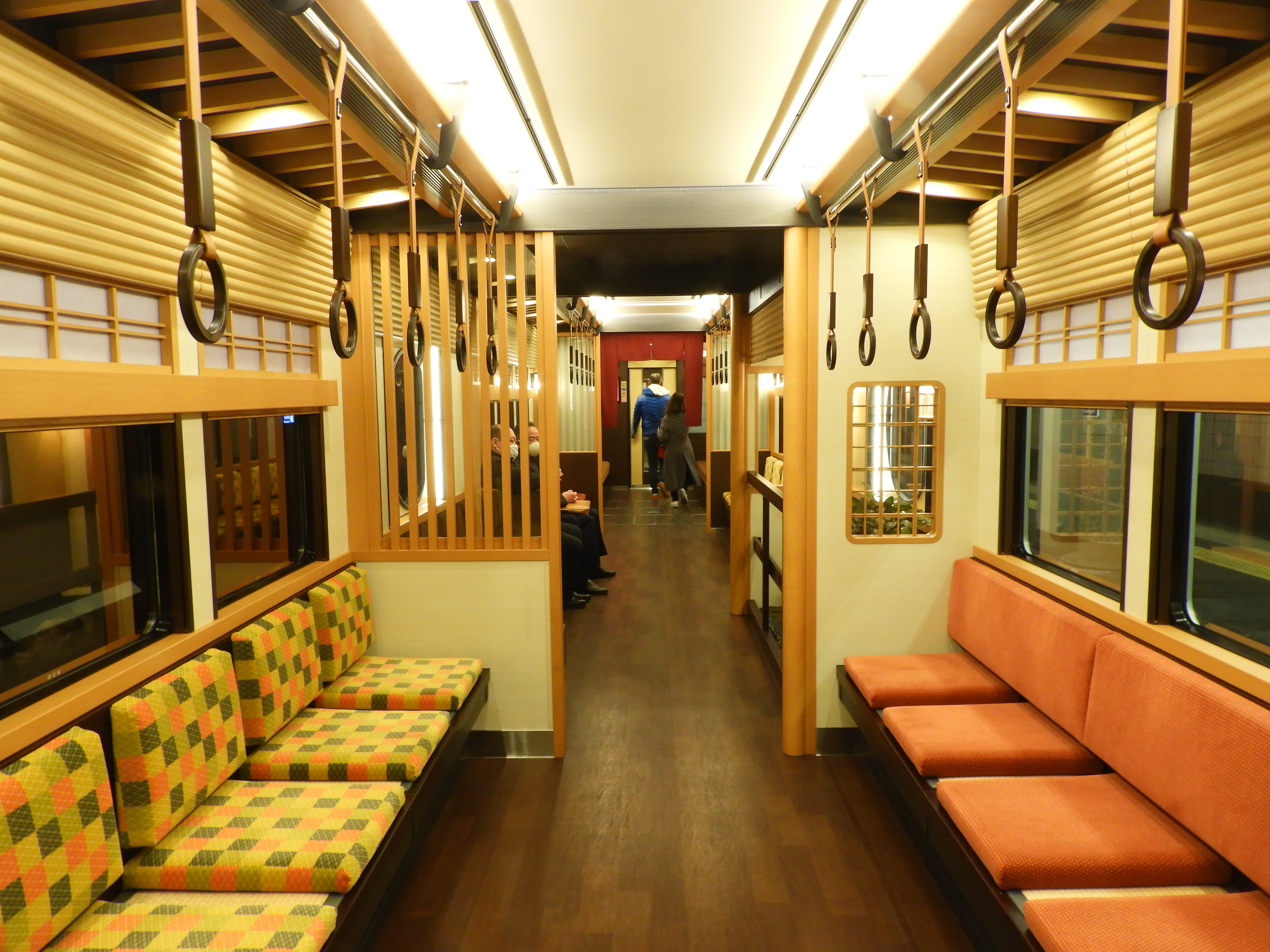
5号車 車内
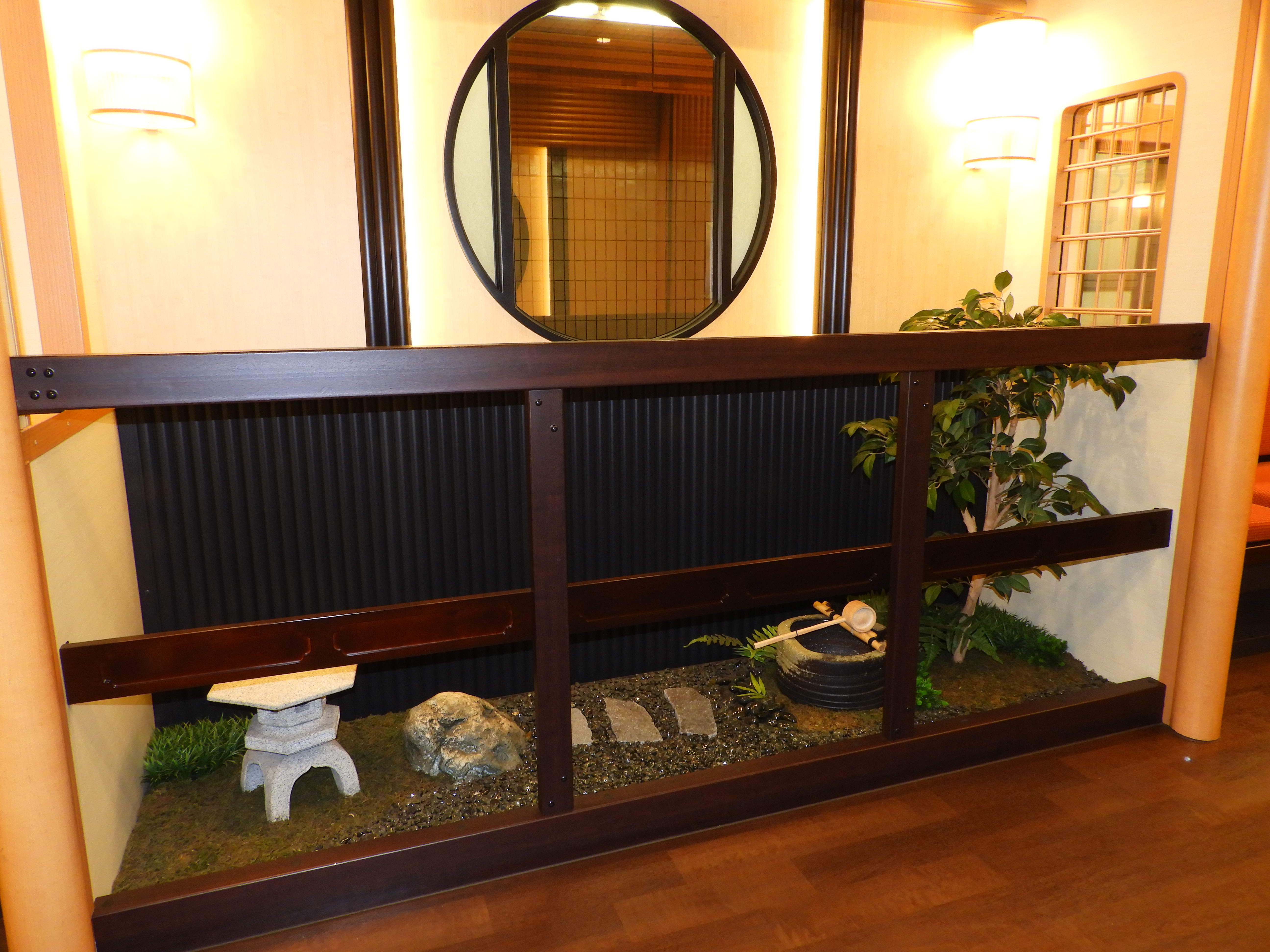
「京町家の坪庭」

座席は1人掛けと2人掛けのボックスシートがそれぞれ5ボックスと車端部のロングシートで構成される。京都河原町方の車端部にはL字に配置された座席が1席ある。

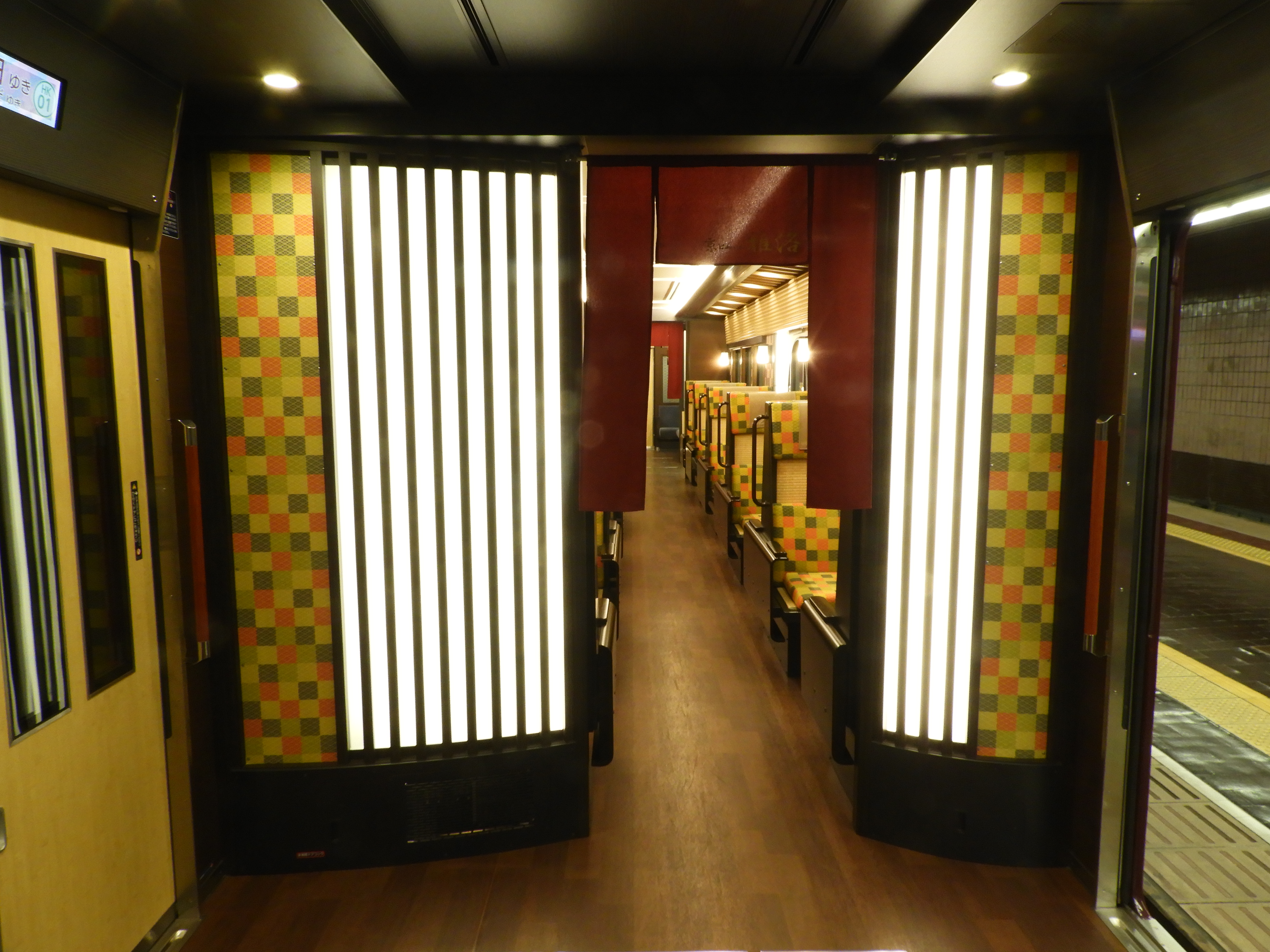
6号車 デッキ
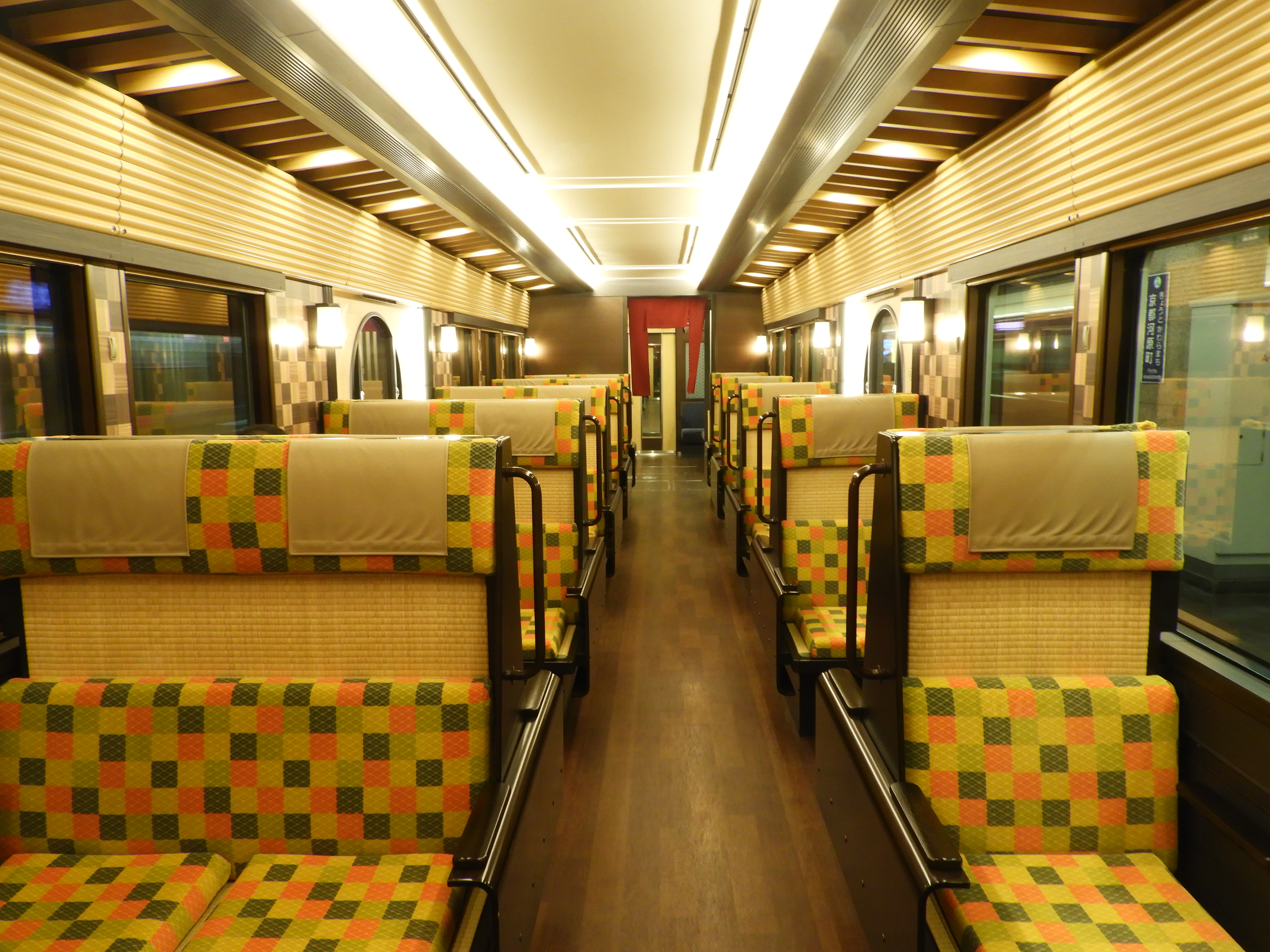
6号車 車内

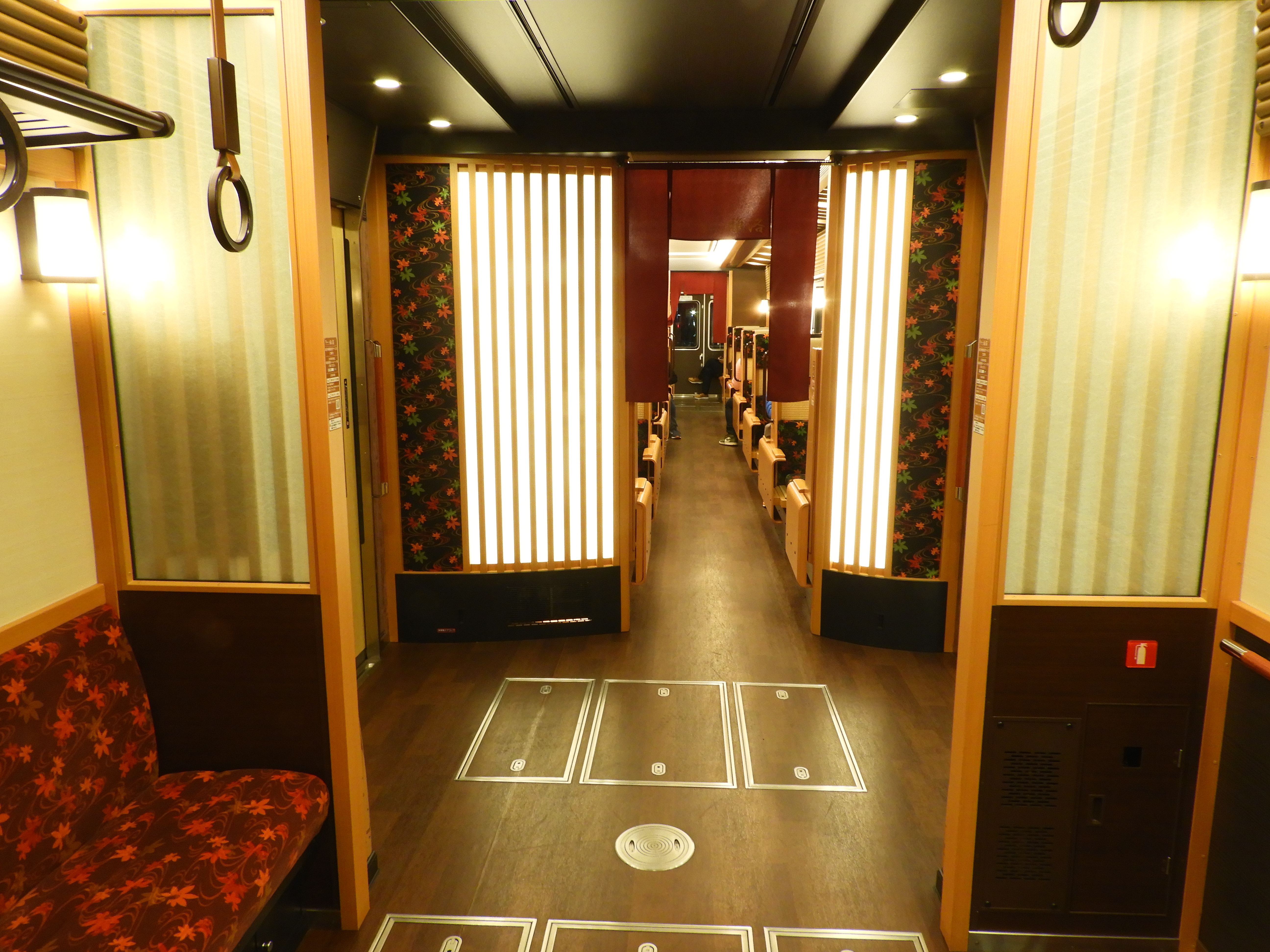
1号車 デッキ
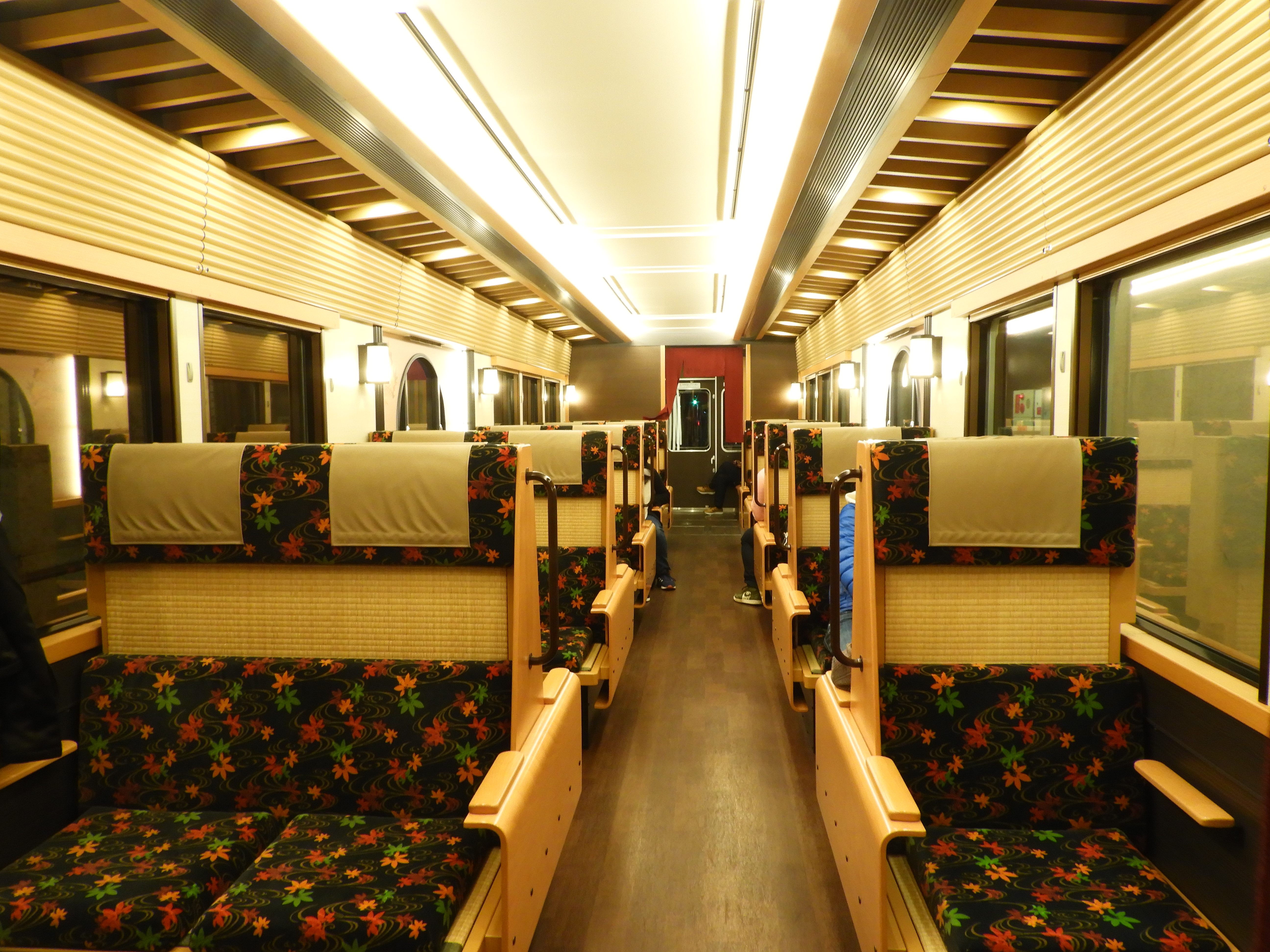
1号車 車内

2号車

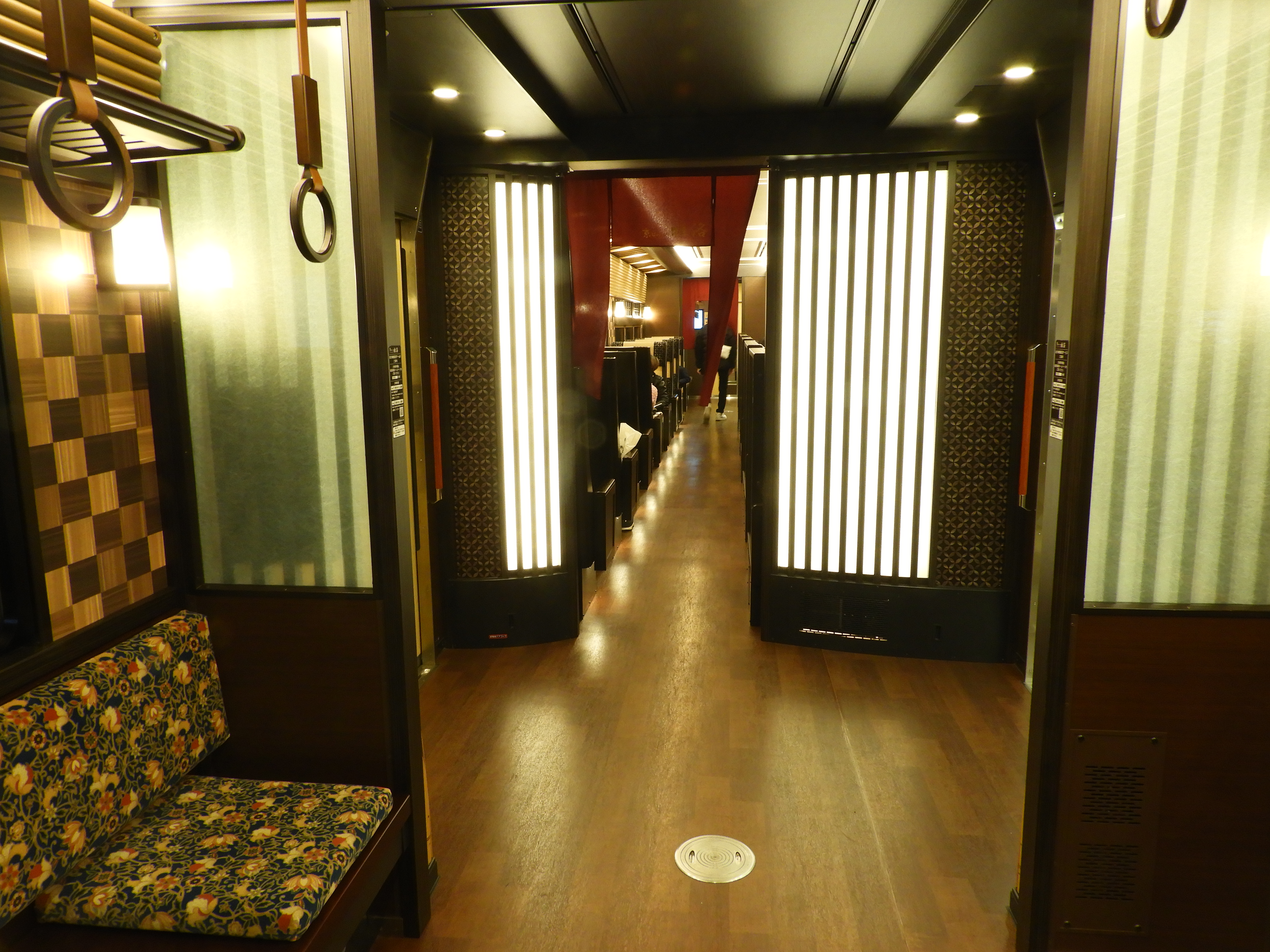
4号車 デッキ

中央扉が撤去された箇所の片方には「枯山水の庭」が設置されている。
座席は全席ロングシートで、「枯山水の庭」の反対側のロングシートは畳敷き座席となっている。

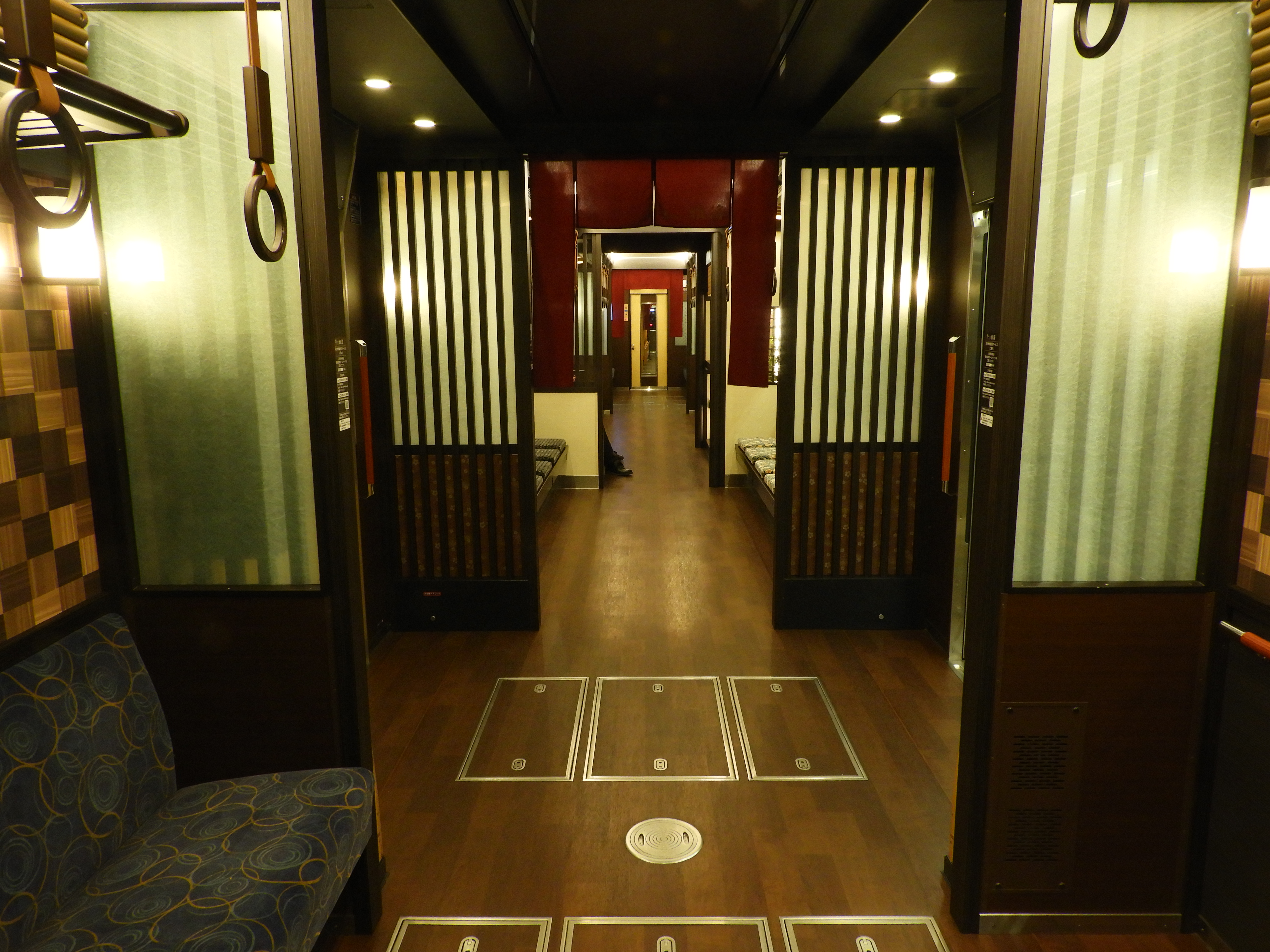
2号車 デッキ
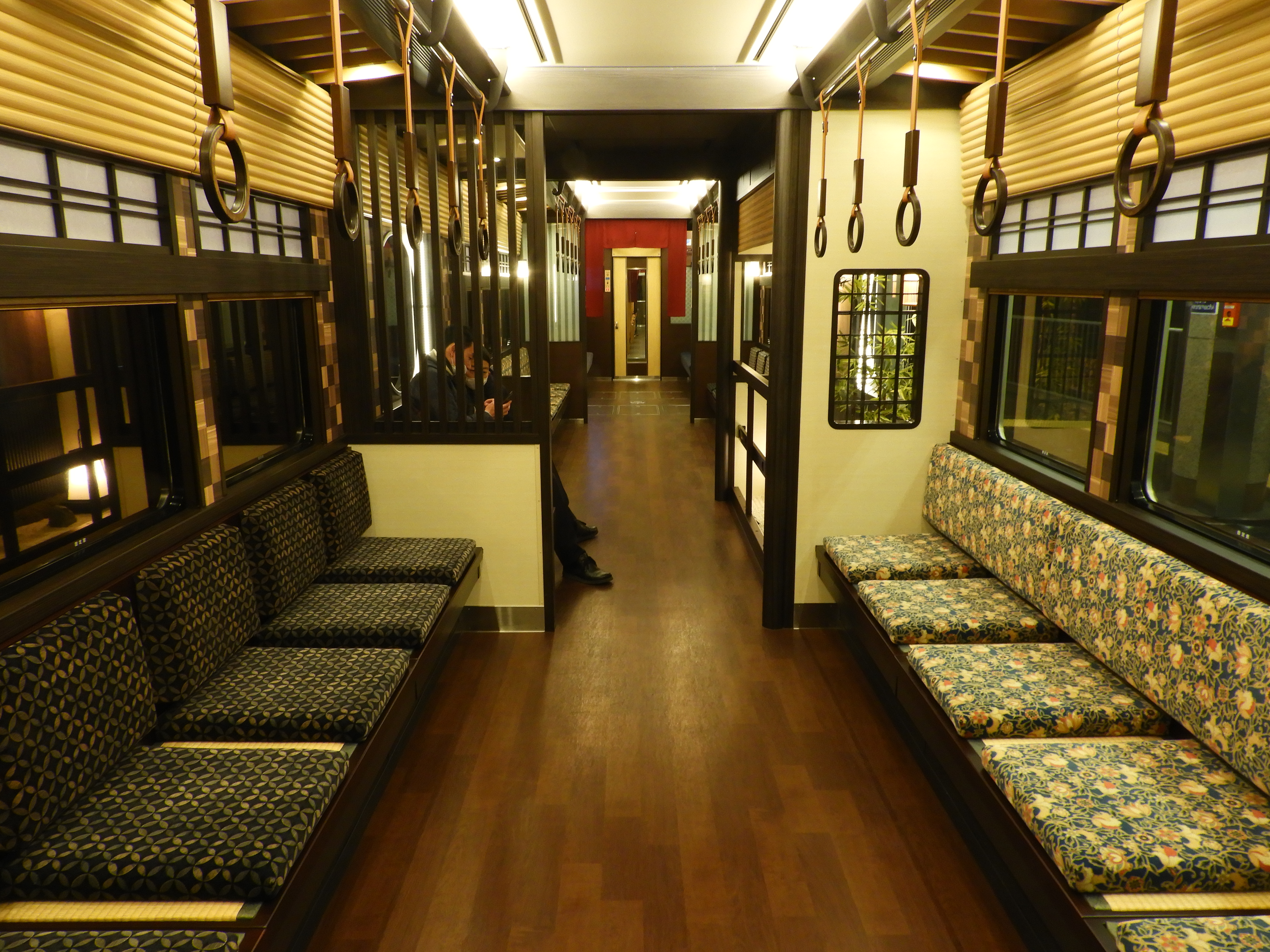
2号車 車内
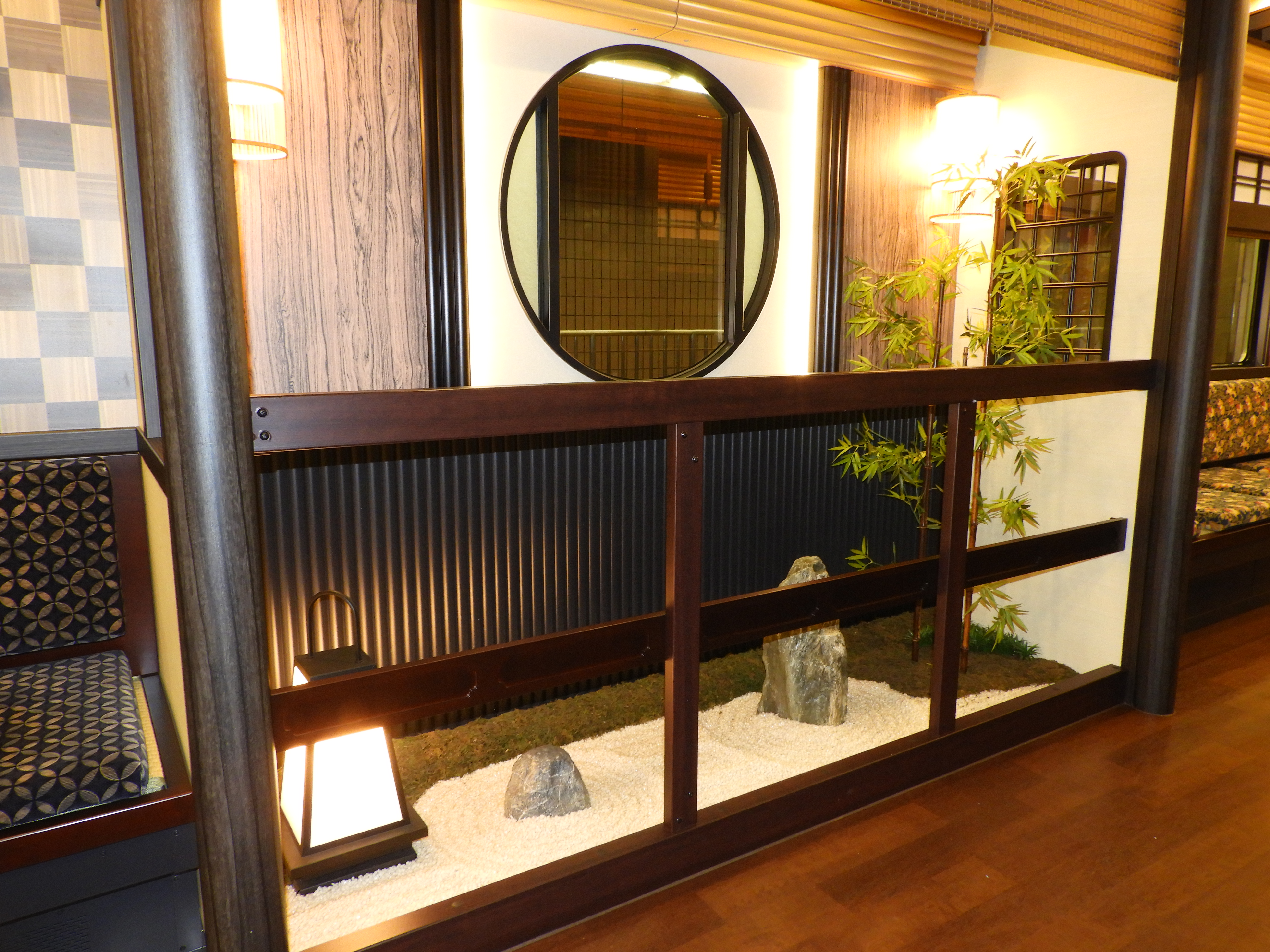
「枯山水の庭」

3号車
座席は1人掛けの固定式クロスシートが8席と窓向き座席（進行方向京都河原町方面において左向き）10席と車端部のロングシートで構成される。窓向き座席にはカウンターテーブルが設置されている。

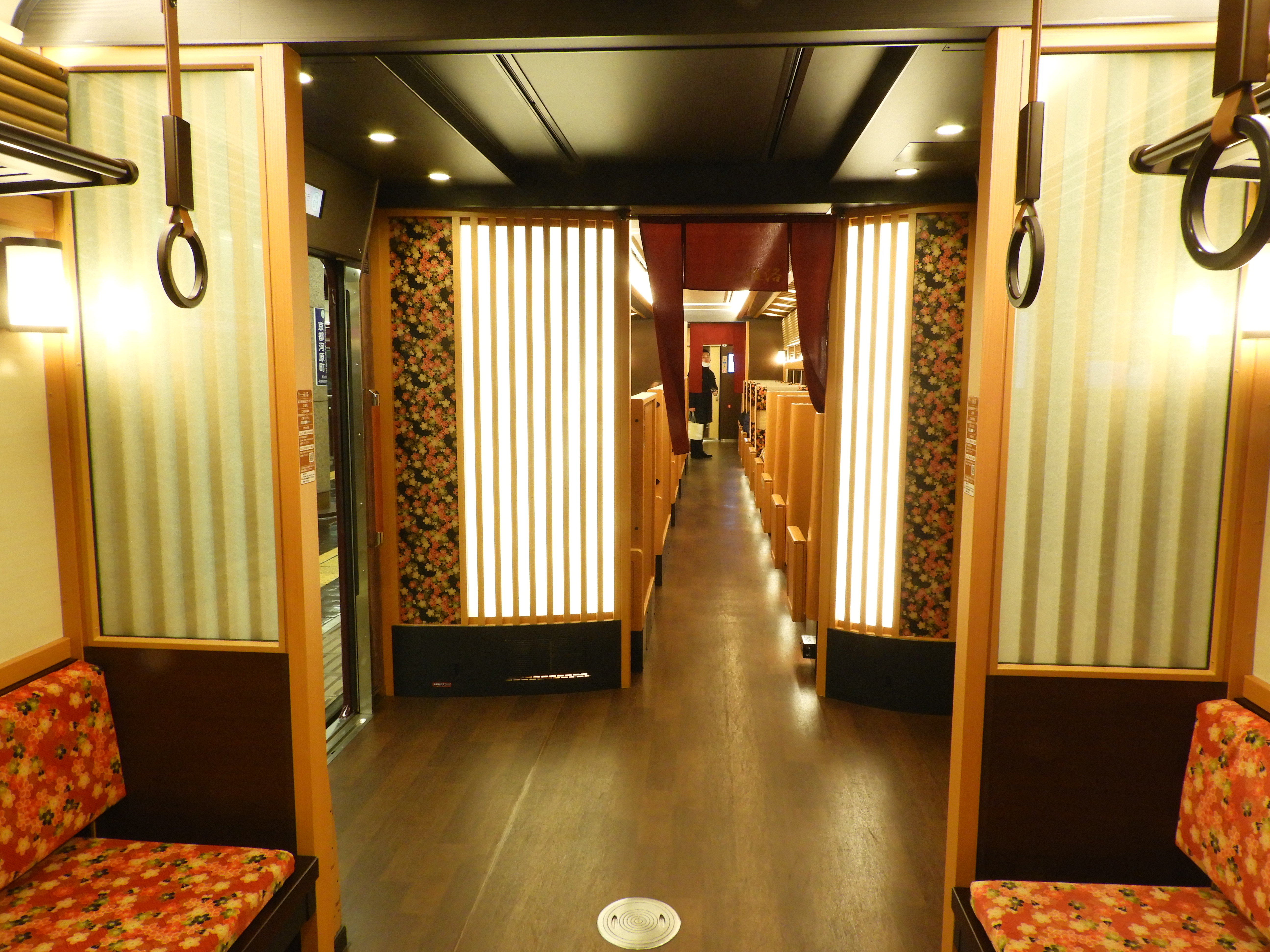
3号車 デッキ

4号車
座席は1人掛けの固定式クロスシートが8席と窓向き座席（進行方向京都河原町方面において左向き）10席と車端部のロングシートで構成される。窓向き座席にはカウンターテーブルが設置されている。
- 4号車 デッキ

5号車
中央扉が撤去された箇所の片方には「京町家の坪庭」が設置されている。
座席は全席ロングシートで、「京町家の坪庭」の反対側のロングシートは畳敷き座席となっている。
- 5号車 デッキ
- 5号車 車内
- 「京町家の坪庭」

6号車
座席は1人掛けと2人掛けのボックスシートがそれぞれ5ボックスと車端部のロングシートで構成される。大阪梅田方の車端部にはL字に配置された座席が1席ある。
- 6号車 デッキ
- 6号車 車内

### 過去の車両

#### 京とれいん

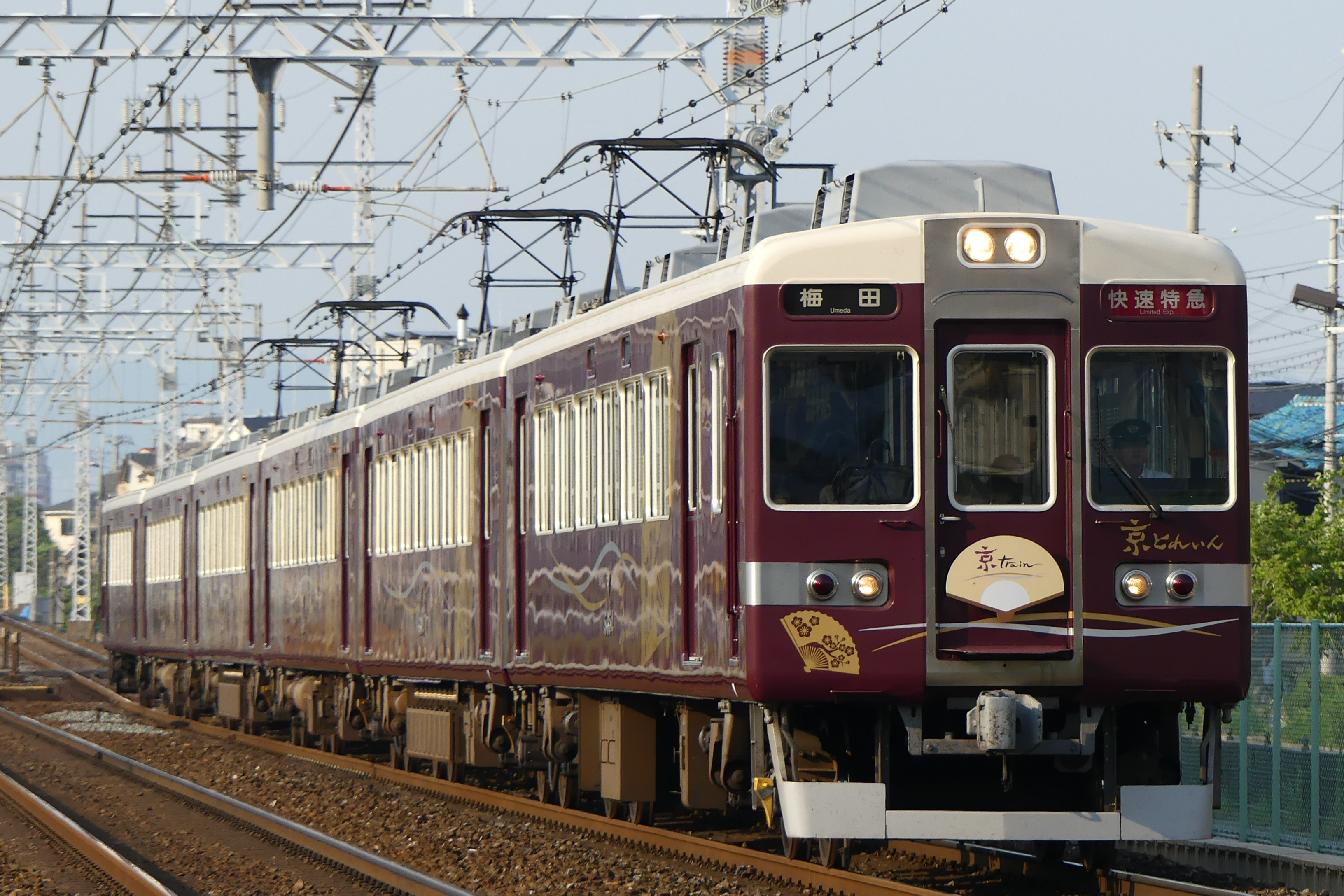
「京とれいん」

種車は6300系6354F。主に京都線で特急用として使用されていた車両が改造された。コンセプトは「和・モダン」。阪急電鉄の開業100周年記念の一環で、社内公募で愛称・デザインのコンセプト設定がなされた。「阪急電車のイメージを壊さない範囲」という制約の中で、金・銀のラッピングや、従来車に無い内装色、などの試みがなされた。

車両番号は1号車（大阪梅田方）より 6354-6804-6904-6814-6914-6454 である。特急用時代は8両編成であったため改造に伴い中間車2両は廃車されている。
車体
車体には京扇のラッピングを施された。主制御器など主要機器は変更されていない。
2011年10月15日より、編成両端の先頭部に扇形のヘッドマークが設置された。前後で色合いが異なり、大阪方の6354が金色基調、京都方の6454が銀色基調となっている。
2021年3月19日に運行開始10周年を迎えたことから、同日より扇形ヘッドマークに代わり記念ヘッドマークが掲出されている。

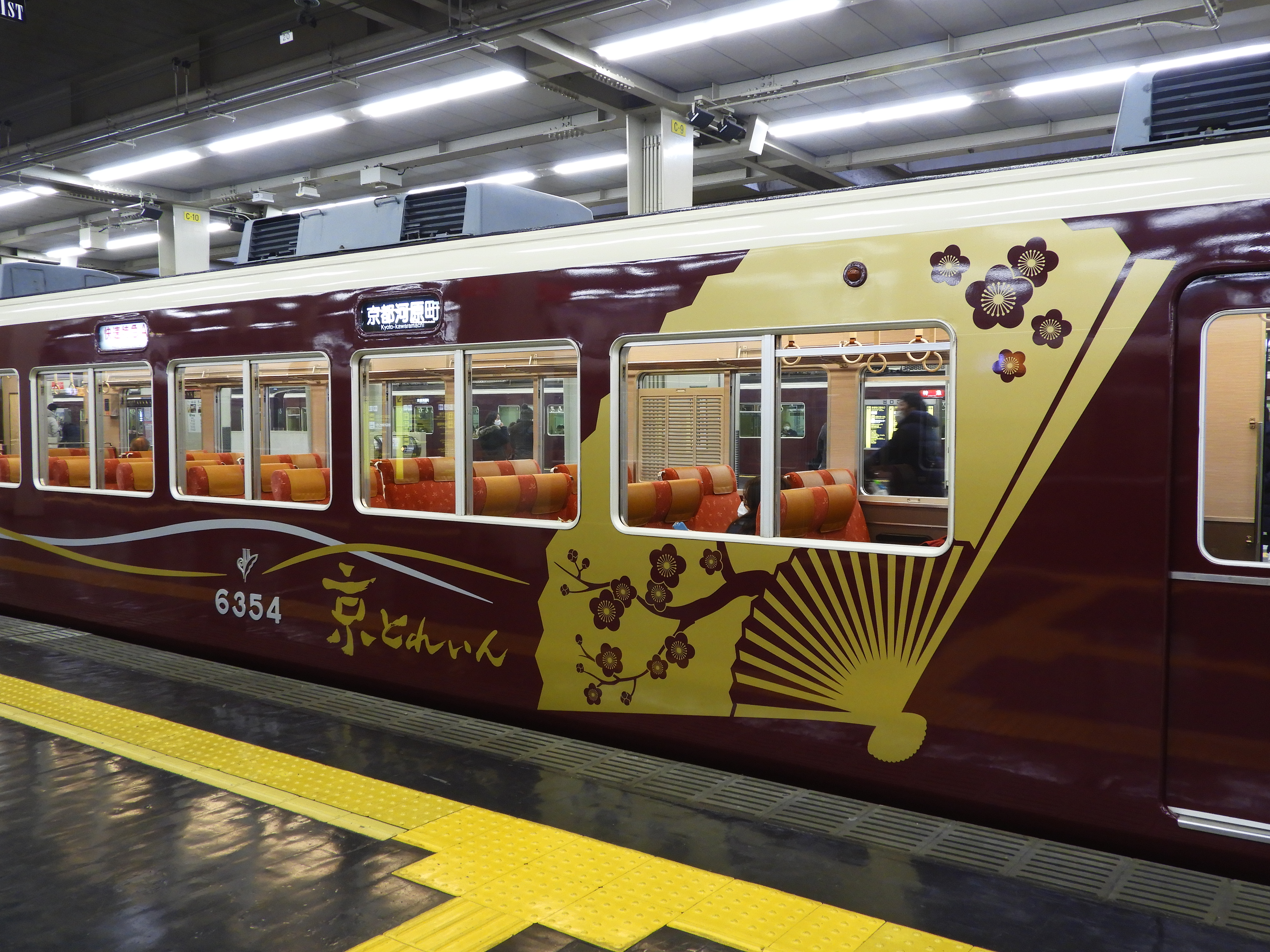
側面の京扇ラッピング
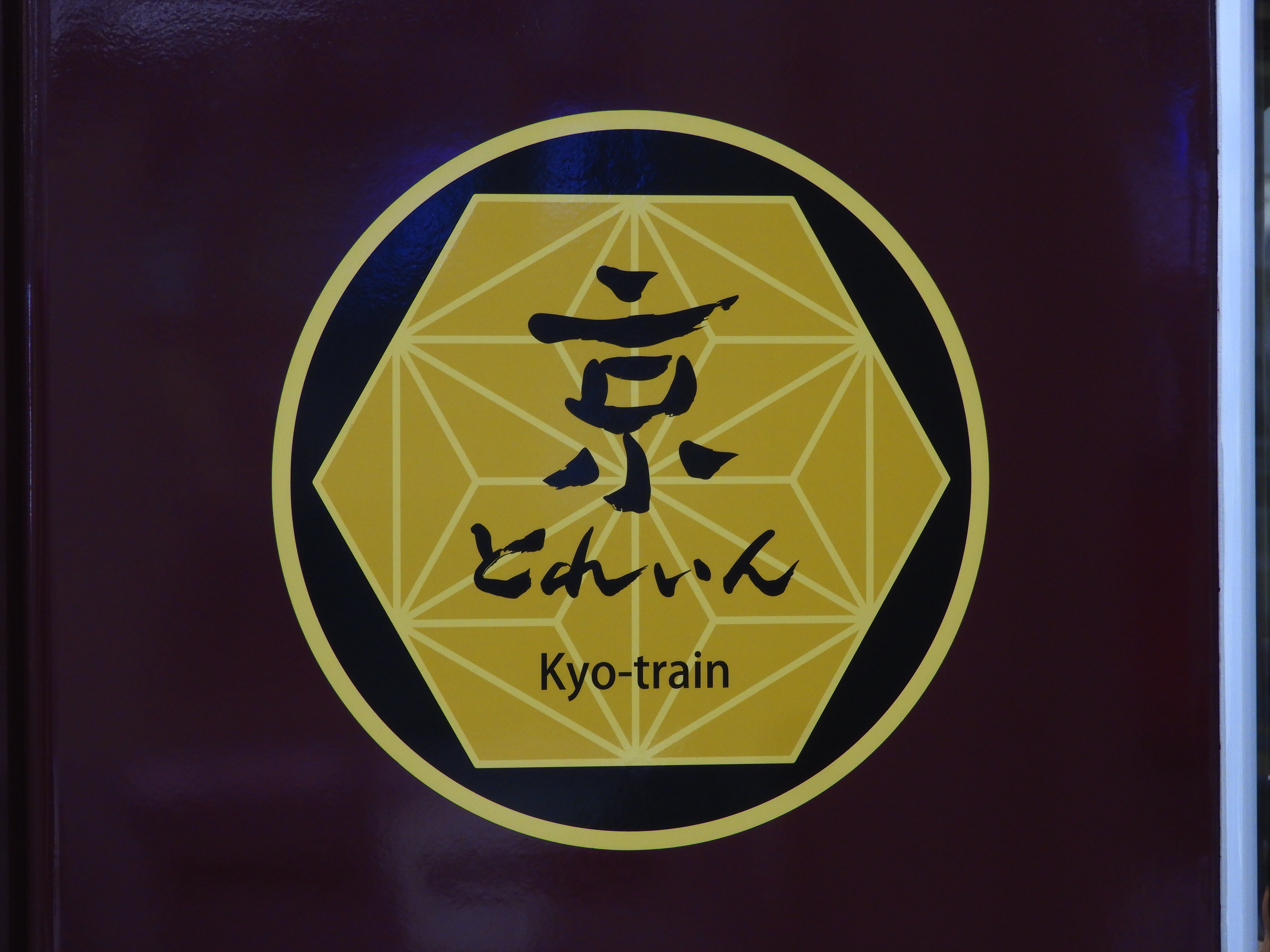
両先頭車の側面に貼りつけられているエンブレム
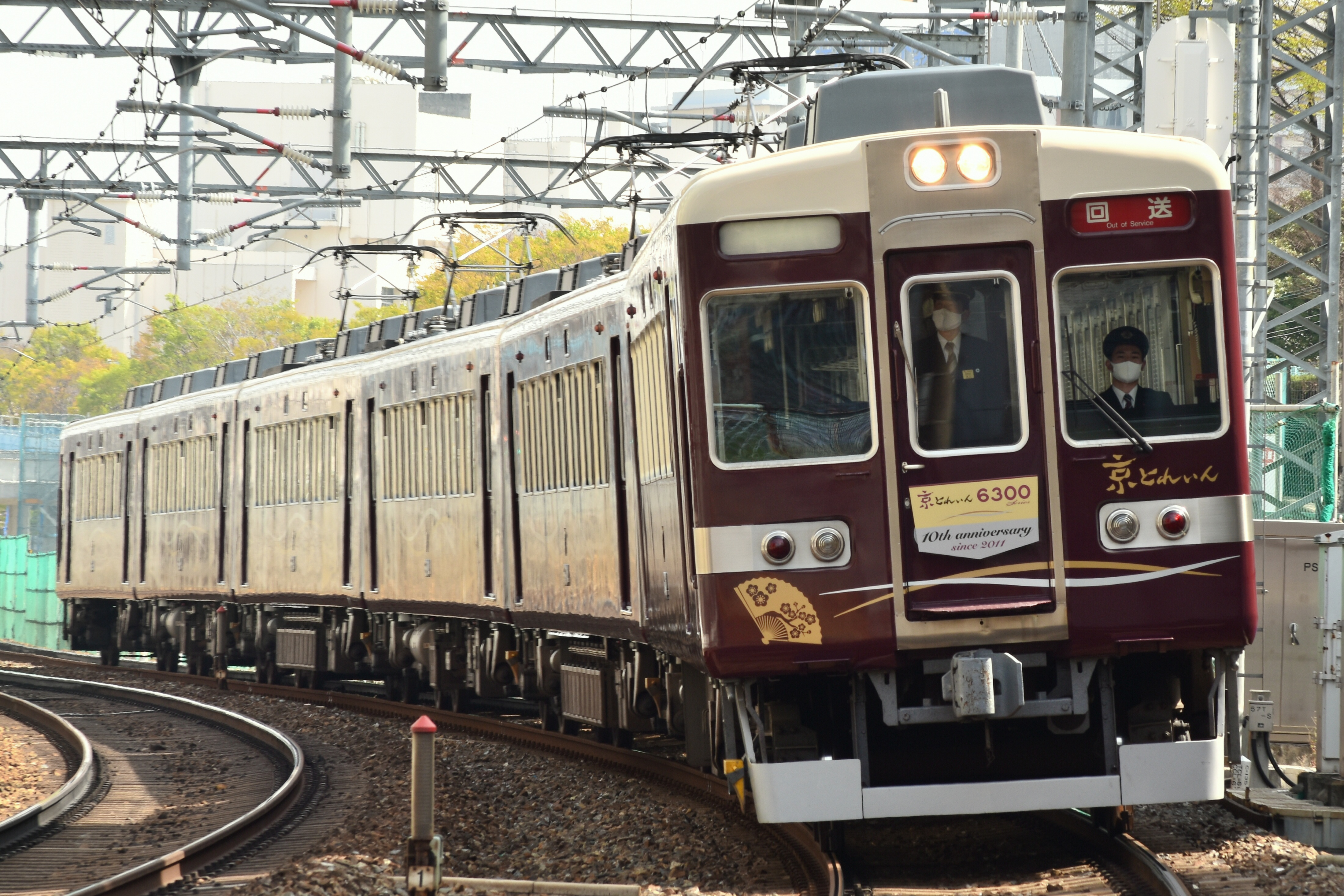
10周年記念ヘッドマーク （2021年3月27日 崇禅寺駅 - 南方駅間）

車内
内装は京都の町家のイメージで改装された。編成両端の6354・6854（1・2号車）と6914・6454（5・6号車）は、京唐紙をモチーフにした転換クロスシート車となった。座席は1・2号車の2両が「蘭の華散らし」、5・6号車の2両が「麻の葉」をイメージしたデザインとなり、側面扉横には和紙作家堀木エリ子による掛け軸風ポスターを掲出している。壁紙と床面の貼り替え、補助椅子の撤去、座席モケットと肘置きの交換がなされたが、座席本体やつり革、照明器具、日除けの鎧戸などは交換されていない。
編成中間の6904・6814（3・4号車）は、京町家をイメージした車内となった。座席は半個室席で、側面扉のデッキ部分を玄関に見立て、格子状の飾を設けている。その他、車内照明の間接照明化、貫通ドアの交換、冷房吹き出し口の交換、日除けの引き下げ式ロールカーテンへの変更などを施している。企画段階では、ソファ状の座席を配置することも検討されていた。
阪急のツーマン列車では初の車内自動放送が導入され、日本語の他、英語・韓国語・中国語に対応している。季節ごとの案内放送や嵐山に関する観光ガイドも放送される。また、パンフレットラックを設け、日本語・英語・韓国語・中国語（繁体字・簡体字）による「京都ガイドマップ」を配置している。
天井の広告吊り・車内広告の枠、公衆電話、補助座席は撤去されている。
2018年11月3日からは9300系と共に阪急の車両で初めて公衆無線LANのサービスを行っている。
2021年3月19日に運行開始10周年を迎えたことから、車内に記念プレートが取り付けられた。

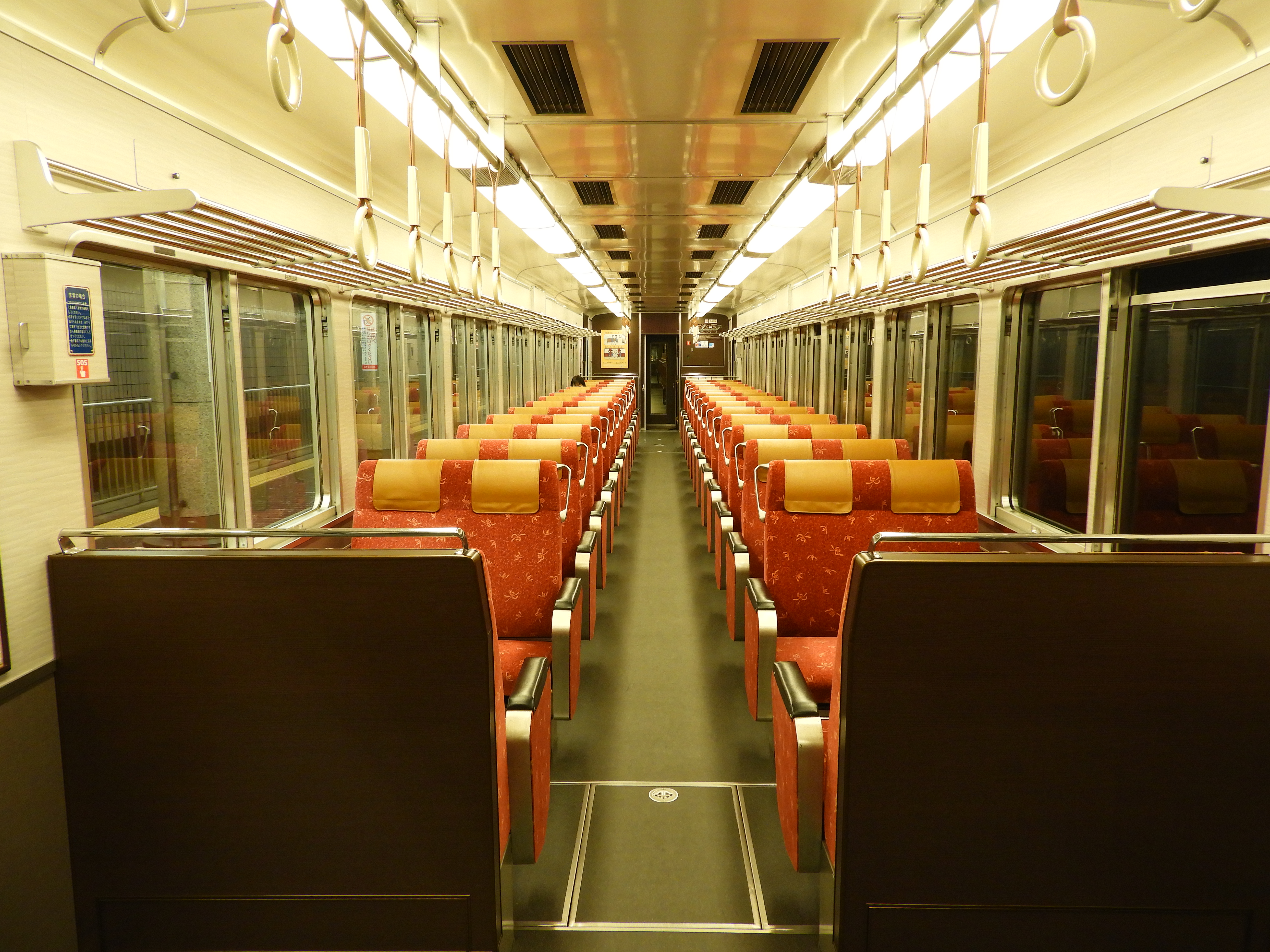
車内（1・2号車）
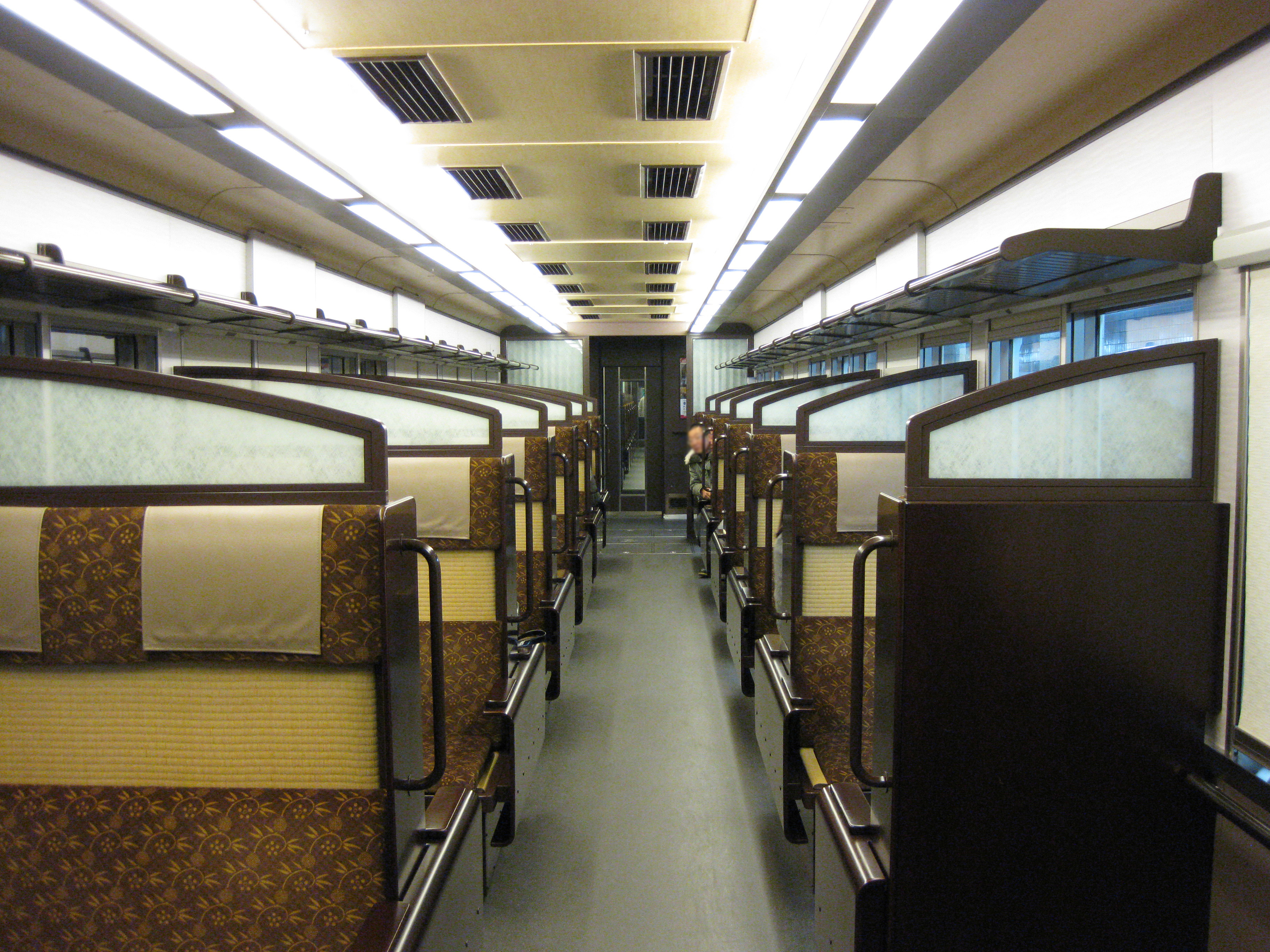
車内（3・4号車）
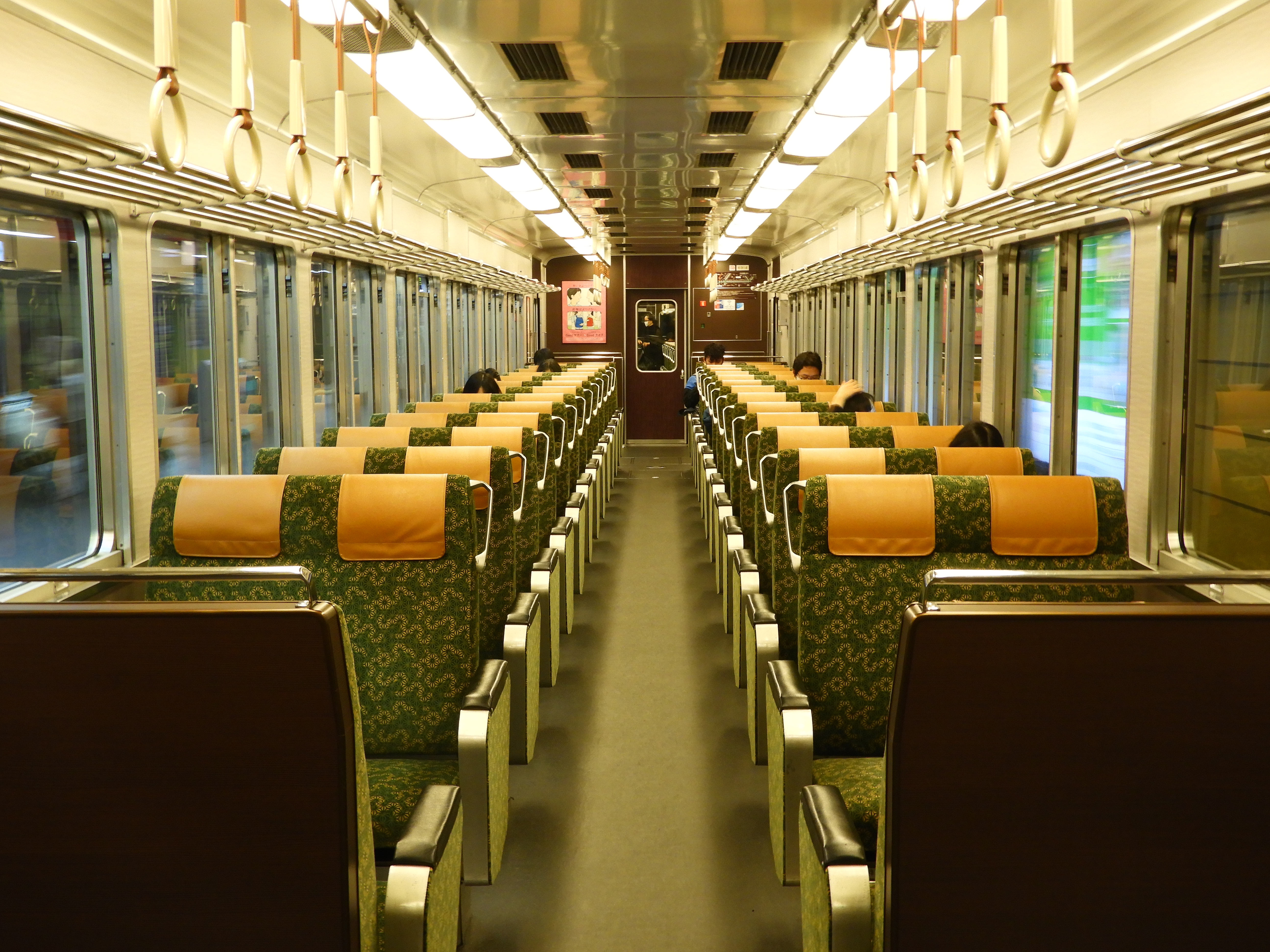
車内（5・6号車）
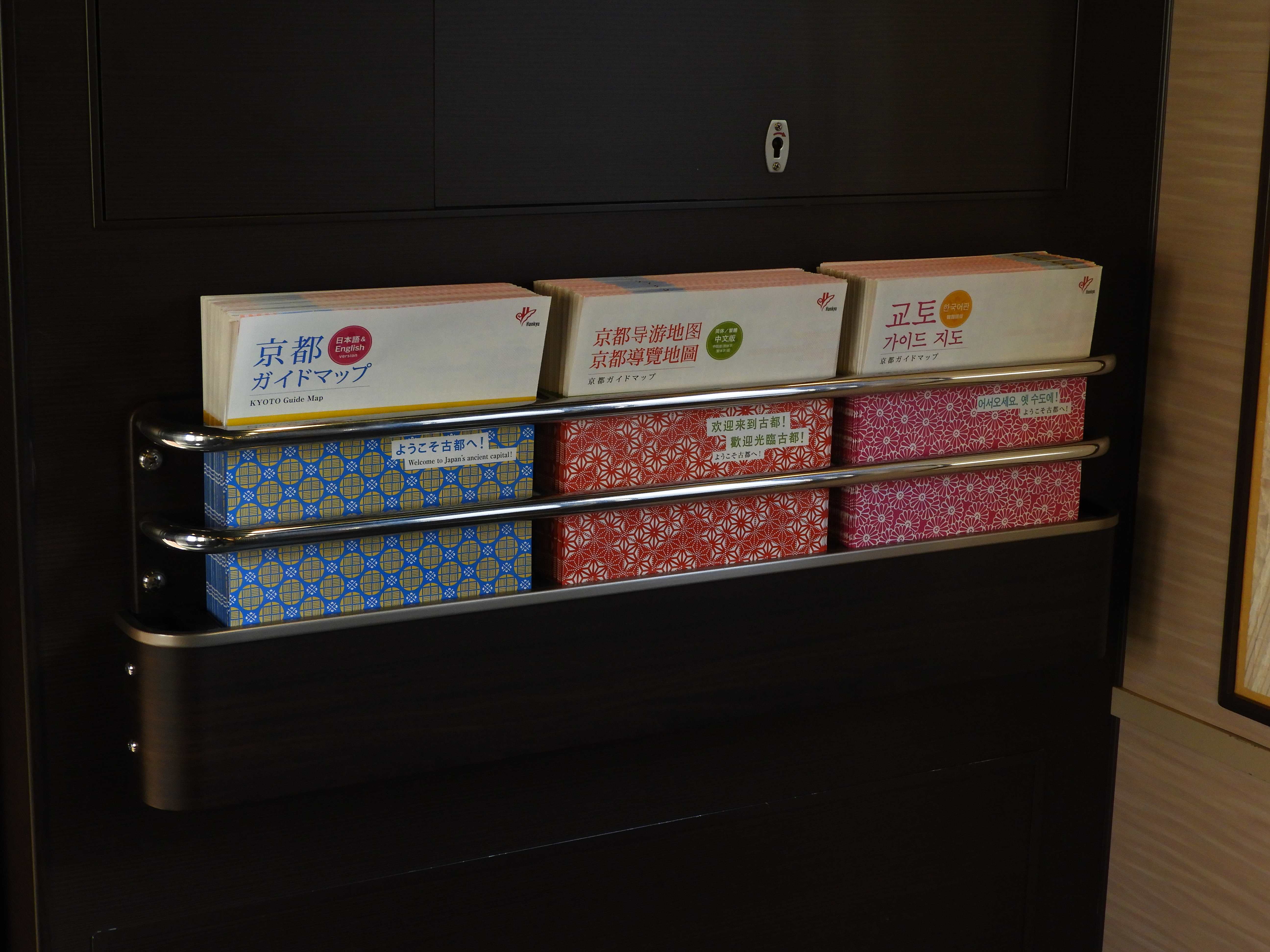
パンフレットラック
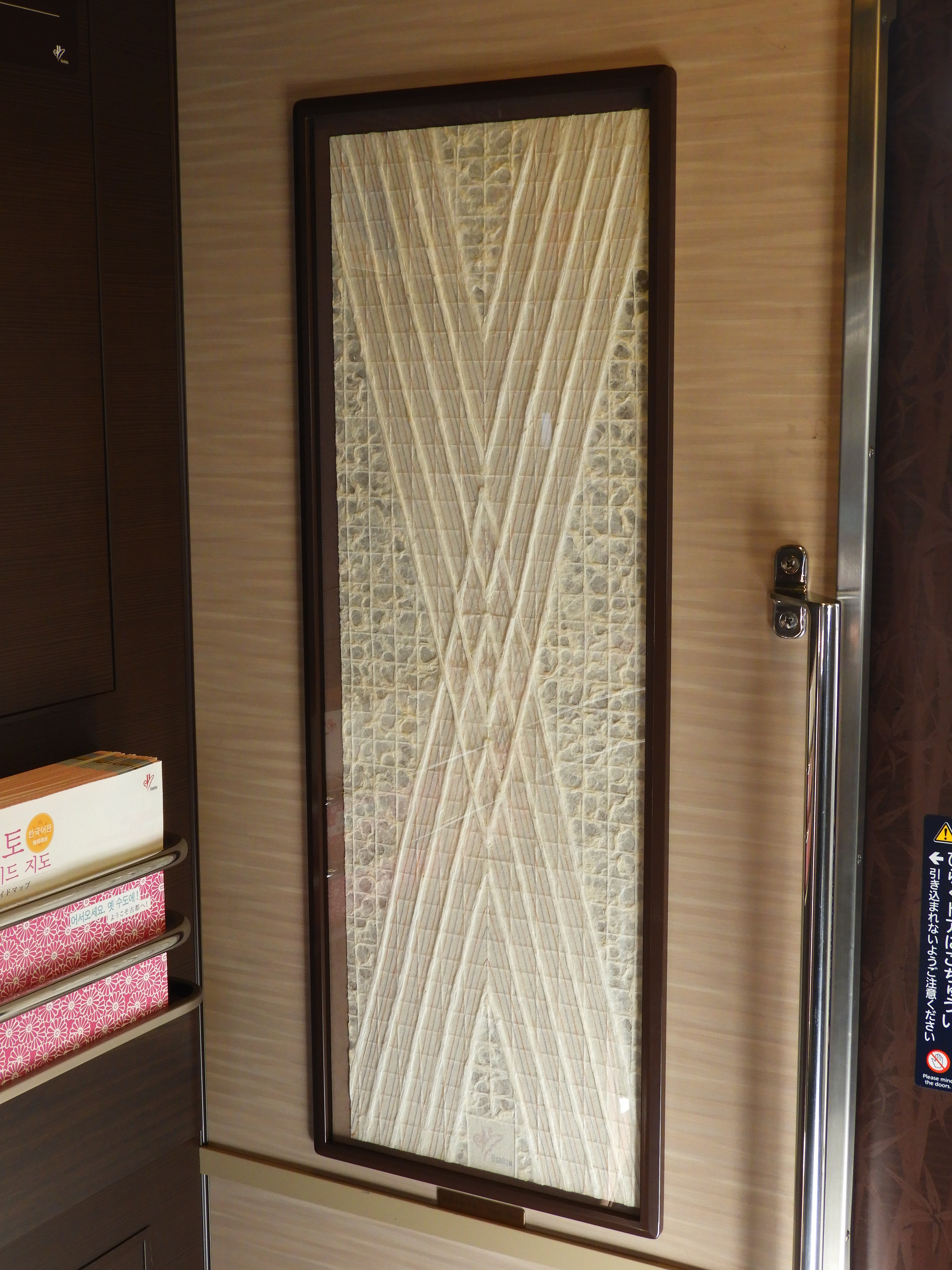
掛け軸風ポスター

## 沿革

### 「京とれいん」の導入
2010年11月に、2011年5月ダイヤ改正後に土曜・休日ダイヤにおいて現行の特急よりも停車駅を削減した京都観光客向けの特急列車を6300系で運行する計画があることが報道されたほか、同年2月21日には阪急電鉄からも公式発表された。6300系6354Fが「京とれいん」へ改造工事が施され、2011年2月18日に正雀工場を出場した。3月19日から梅田駅（現在の大阪梅田駅） - 嵐山駅間の臨時快速特急で「京とれいん」の営業運転を開始した。定期列車としては同年5月14日から土休日に梅田駅 - 河原町駅（現在の京都河原町駅）間の快速特急で運転が開始された。

### 「京とれいん 雅洛」の導入と運行形態の変更

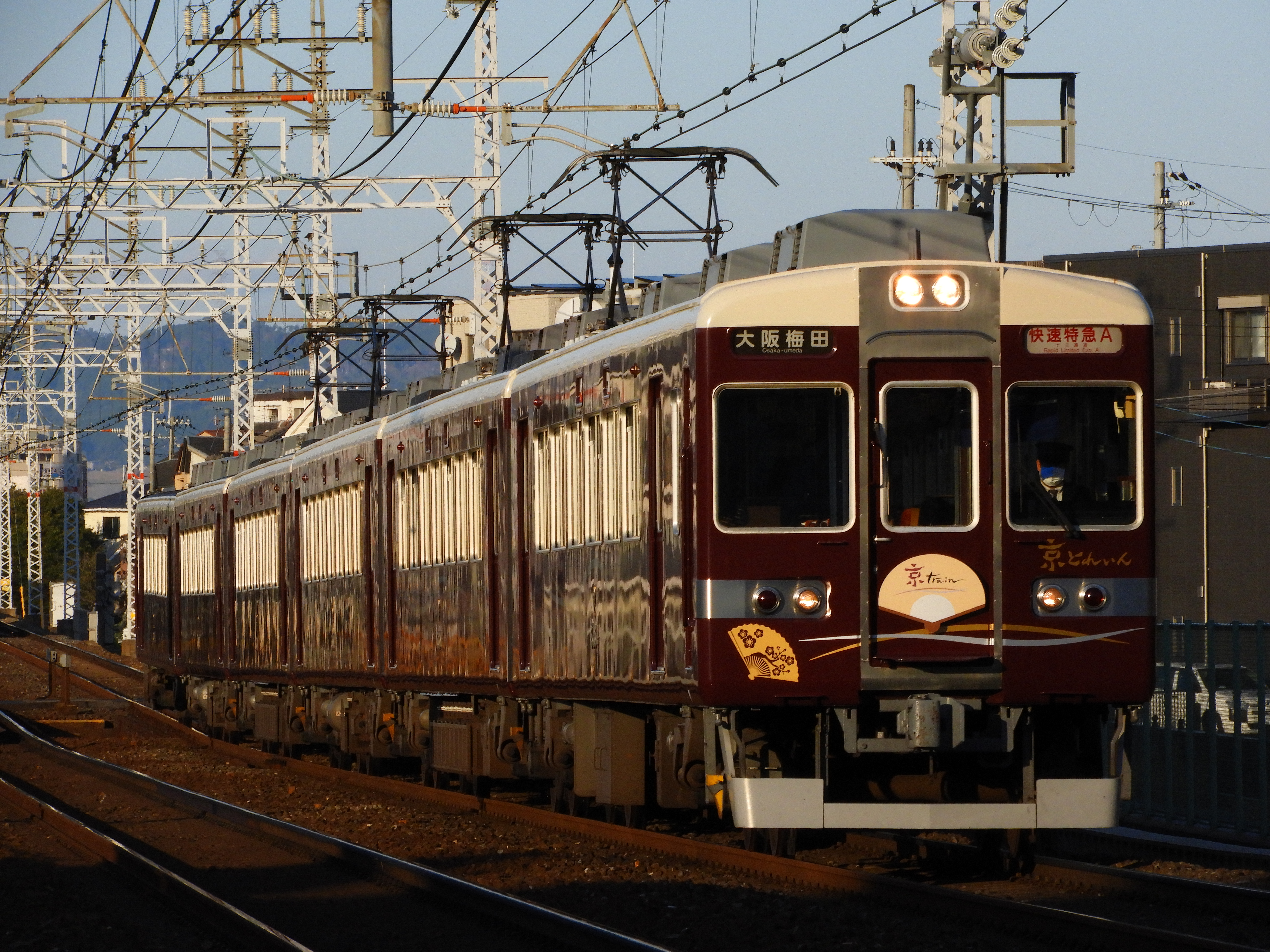
快速特急Aでの運転となった「京とれいん」（2020年10月25日）

2018年5月22日、阪急電鉄は7000系の改造による、観光特急「京とれいん」の2編成目の導入を発表した。「京とれいん」が好評を得ており、訪日外国人の利用も増加していることから、さらなる沿線観光地のPRと旅客誘致につなげるため、2016年5月より2編成目の開発が行われた。2018年12月に列車名が「京とれいん 雅洛（がらく）」に決定し、2019年3月に導入すると発表、2月には運用開始日が決まり、3月23日から運転を開始することが発表された。なお、2019年1月19日のダイヤ改正から運用を開始するまでは一般車両で代走していた。
7000系7006Fが「京とれいん 雅洛」へ改造工事が施され、2019年3月20日に報道陣への公開を行い、2019年3月23日より営業運転を開始した。また、これに伴い「京とれいん」、「京とれいん 雅洛」に共通するエンブレムが作成され、それぞれ車体に掲出された。
一方、「京とれいん」においては十三駅へのホームドア設置に伴い、ドア位置の異なる「京とれいん」では客扱いが不可能となることから、2019年1月19日に専用種別として「快速特急A」が設定された。ただし、快速特急Aは快速特急よりも1往復減少し3往復の運転となっている。なお、改正当日は検査などで正雀工場に入場していたため、快速特急Aとしての初運行は2月23日となった。改正に先駆けて種別幕などが交換され、「快速特急」の英語標記が従来の「Limited Express」から「Rapid Limited Express」へと変更されている。

### 「京とれいん」の引退
2022年12月17日のダイヤ改正に先立ち、快速特急Aで運行される「京とれいん」は同年12月11日付で廃止となり、以降の観光特急は快速特急で運行される「京とれいん 雅洛」のみとなった。
「京とれいん」に使用された6300系6354Fは2022年の定期運用終了後は休車となり、正雀車庫内でのイベントに使われた後、2023年11月に4050形2両（4052・4053）とともに全車両が廃車された。

### 年表
- 2011年（平成23年）
  - 2月18日：6300系6354Fの「京とれいん」への改造が竣工し、正雀工場を出場。
  - 3月19日 - 5月8日：梅田駅（現在の大阪梅田駅） - 嵐山駅間の快速特急で「京とれいん」の営業運転を開始[2]。
  - 5月14日：「京とれいん」が土休日に梅田駅 - 河原町駅（現在の京都河原町駅）間の快速特急として4往復運転開始[30]。
- 2012年（平成24年）
  - 8月11日：京都で開催された京の七夕イベントへのアクセス向上を目的に、6354F「京とれいん」を使用した臨時快速を梅田駅 - 河原町駅間で1往復運行。
- 2013年（平成25年）
  - 8月3日：前年同様、京の七夕イベントの開催にあわせ、「京とれいん」を使用した臨時快速を梅田駅 - 河原町駅間で1往復運行。
  - 12月14日：嵐山・嵯峨野地域で開催されたライトアップイベント『京都・嵐山花灯路2013』の開催にあわせ、「京とれいん」を使用した臨時快速を梅田駅 - 嵐山駅間で運行。
- 2014年（平成26年）
  - 8月2日：前年までと同様、京の七夕イベントの開催にあわせ、「京とれいん」を使用した臨時快速を梅田駅 - 河原町駅間で1往復運行。なお京都線の快速種別幕がそれまでの緑から青に変更されたことにあわせ、ヘッドマークが青色を基調とした物に変更された。
  - 8月16日：五山送り火および灯籠流しの開催にあわせ、「京とれいん」を使用した臨時快速急行を梅田駅 - 嵐山駅間で1往復運行。京の七夕イベントの際に運行。
  - 12月13日：嵐山・嵯峨野地域で開催されたライトアップイベント『京都・嵐山花灯路2014』の開催にあわせ、「京とれいん」を使用した臨時快速を梅田駅 - 嵐山駅間で運行。夏の臨時快速同様、ヘッドマークが青色を基調とした物に変更された。

- 2015年（平成27年）
  - 1月17日 - 2月22日：検査のため運用を離脱した6354Fに代わり、京都をテーマにしたラッピングを施した8313F（8332Fと併せて後に『古都』と命名）が快速特急運用を代走。
  - 8月1日：京の七夕イベントの開催にあわせ、「京とれいん」を使用した臨時列車を梅田駅 - 河原町駅間で1往復運行。前年までと異なり快速急行として運行されたため、新調されたヘッドマークが掲出された。
  - 8月16日：前年同様、五山送り火および灯籠流しの開催にあわせ、「京とれいん」を使用した臨時快速急行を梅田駅 - 嵐山駅間で1往復運行。
  - 12月13日：嵐山・嵯峨野地域で開催されたライトアップイベント『京都・嵐山花灯路2015』の開催にあわせ、「京とれいん」を使用した臨時快速急行を梅田駅 - 嵐山駅間で運行。快速急行への格上げに伴い、ヘッドマークが新調された。
- 2018年（平成30年）11月3日：「京とれいん」で公衆無線LANサービスを開始。
- 2019年（平成31年）
  - 2月23日：「京とれいん」が1月19日のダイヤ改正で新設された快速特急Aでの運転を開始。十三駅が通過となり、運行本数は4往復から3往復に減便。
  - 3月23日：梅田駅 - 河原町駅間の快速特急（4往復）で「京とれいん 雅洛」の営業運転を開始[14]。
- 2020年（令和2年）
  - 4月11日 - 7月5日：改正・新型インフルエンザ等対策特別措置法に基づく新型コロナウイルス緊急事態宣言の発出と外出自粛要請に伴い、「京とれいん」、「京とれいん 雅洛」全列車が運休[34]。
  - 7月11日：「京とれいん」、「京とれいん 雅洛」ともに運転再開[35]。
  - 10月16日：「京とれいん 雅洛」が貸切列車で宝塚線への初入線を果たす。
- 2021年（令和3年）
  - 1月16日 - 3月21日：緊急事態宣言の発出により「京とれいん」、「京とれいん 雅洛」全列車が運休[36]。
  - 3月19日：「京とれいん」運行開始10周年記念企画を実施。記念ヘッドマーク掲出、車内に記念プレート取り付け開始[22]。
  - 3月27日：「京とれいん」、「京とれいん 雅洛」ともに運転再開[37]。
  - 4月10日 - 9月26日：「京とれいん」、「京とれいん 雅洛」全列車が運休[38]。
  - 10月2日：「京とれいん」、「京とれいん 雅洛」ともに運転再開[39]。
- 2022年 (令和4年)
  - 12月11日：17日のダイヤ改正に先立ち、「京とれいん」で運行された快速特急Aの運行を終了[6]。
- 2023年（令和5年）
  - 11月：休車状態にあった6300系6354Fの全車両が廃車。